# ボルシチ

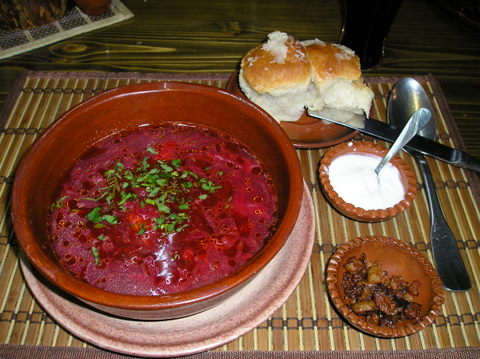
ウクライナの紅ボルシチ

ボルシチ（ウクライナ語: борщ, [ˈbɔrʃt͡ʃ] ( 音声ファイル), ロシア語 : борщ, ボールシュチュ
）は、東ヨーロッパと西アジアで一般的な、酸味のあるスープ料理。テーブルビート（ビーツ）をもとにした、ウクライナに代表される東ヨーロッパの伝統的な料理で、鮮やかな深紅色をした煮込みスープである。しかしながら、同じ名前はスイバを使った緑ボルシチや、ライ麦を使った白ボルシチ、キャベツボルシチなど、テーブルビートが使われていない幅広い範囲の酸味のあるスープにも使われている。
ボルシチは元々、湿った牧草地に生育する草本植物 Heracleum sphondylium の茎、葉、散形花序のピクルスを調理した古代のスープに由来し、スラヴの名前がつけられた。時が経つにつれて様々な酸っぱいスープに変化し、その中でウクライナのビーツを使った赤いボルシチが最も人気のある料理となっている。基本形の肉または骨のストックとテーブルビートだけではなく、通常はキャベツ、ニンジン、タマネギ、ジャガイモ、トマトなどの野菜をソテーしたものを組み合わせて作られる。レシピによって、ボルシチには肉や魚が使われていたり、純粋に野菜だけでも作られ、温かい状態でも冷たくしても供され、ボリュームたっぷりの一皿の食事から、透明なスープや、滑らかな飲み物まで様々である。多くの場合、スメタナやサワークリーム、固茹で卵やジャガイモとともに供されるが、ウシュカやパンプーシュカなどが付け合わせや添え物の選択肢として、スープとともに供されることもある。
近世以後、ベラルーシ、ポーランド、モルドバ、ラトビア、リトアニア、ルーマニア、ロシアなどの中東欧諸国に普及した。ウクライナ、ポーランド、ロシアでは自国の料理であると主張する意見が多い。現在、東欧文化圏のほかに、中央ヨーロッパ、ギリシャ、イランや、北米在住の東欧系ユダヤ人によっても作られている。

## 概要

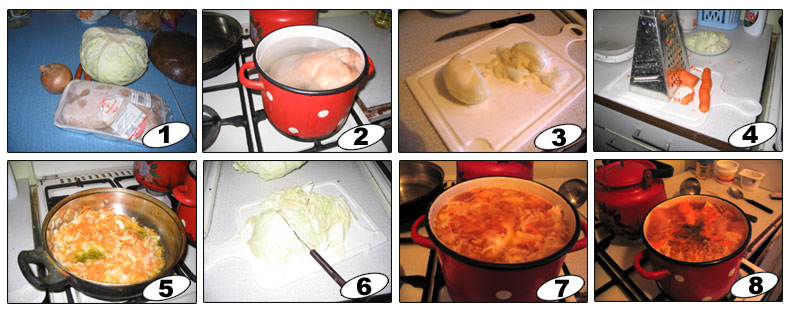
ボルシチの作り方

ボルシチは、テーブルビートとタマネギ、ニンジン、キャベツ、牛肉といった食材を炒めてから、スープでじっくり煮込んで作る。ただし、スープの中身は決まっているわけではない。それ以外の具として、ソーセージ、ハム、ベーコン、肉だんご、鶏肉などの肉類や魚のから揚げ、ズッキーニ、リンゴ、インゲンマメなどを使ったりもする。ボルシチの素材は地域によって異なり、特にウクライナでは地方ごとに40種類以上のバリエーションがあるが、いずれもスメタナ、または、サワークリームを混ぜて食べることと、主材料にテーブルビートを使用している点は共通している。仕上げに入れるハーブはディルが多いが、イタリアンパセリでも代用ができる。
ボルシチを特徴づける鮮やかな深紅色は、テーブルビートの色素によるものである。
通常は温製で供されるが、夏季には冷製で供されることもある。具だくさんになるように作るのが一般的であるが、具をすべて漉して汁だけを供する食べ方もある。ニンニクのソースをかけたパンプーシュカという揚げパンを添えることが多い。
2022年7月1日、国際連合教育科学文化機関（ユネスコ）の政府間委員会は、ウクライナ政府が2021年3月に申請していたウクライナで伝統的に受け継がれている「ボルシチの料理文化」がロシアのウクライナ侵攻により脅かされていることにより、危急性があるとして前倒しで「緊急保護が必要な無形文化遺産」へ登録する決定をした。

## 語源

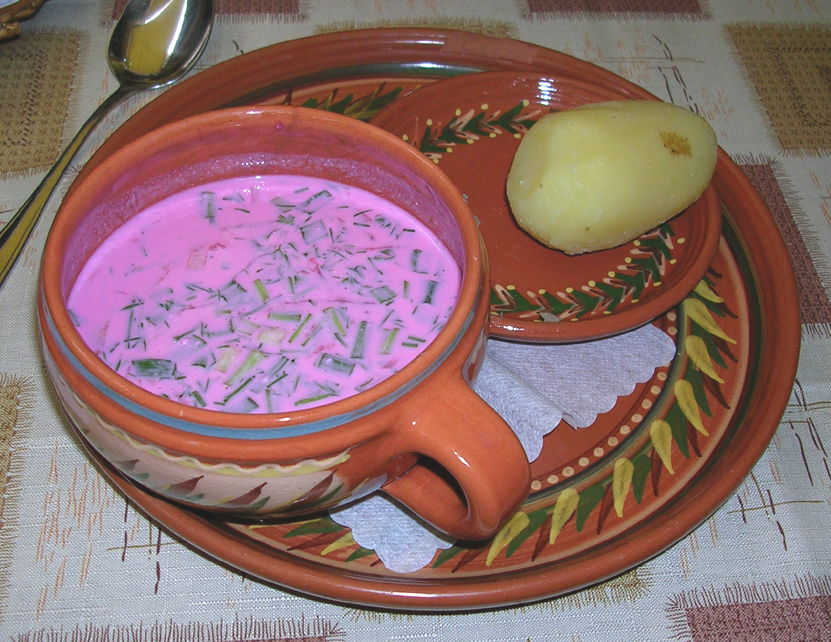
リトアニアの紫ボルシチ（サワーミルク入り）

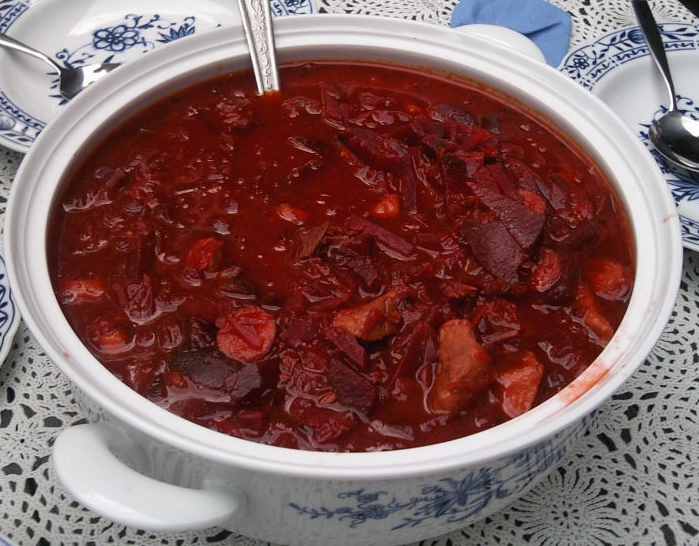
蓋つき深皿の濃厚なボルシチ

ボルシチの語源についてはいくつの仮説があるが、定説はない。マックス・ファスマーの『ロシア語語源辞典』によれば、「ボルシチ」は、欧亜で分布する多年生草のハナウド（ポルシテヴィク）に由来しているとある。本来のボルシチといえばこの多年生草でつくったスープを指していたが、後世にテーブルビートのスープを指すようになったという。
また、1808年に書かれたロシアの旅行記ではボルシチの説明として「ボルシチというニンジンを一緒に煮込むことから、その名がついている」とあり、 19世紀のボルシチに必須な野菜はビーツではなく ハナウド だった可能性があると言われる。
また、料理人の間で人気のある仮説としては、「ボルシチ」（Бърщь）とは古スラヴ語のテーブルビートそのもの呼称でもあり、そのテーブルビートでつくったスープもまた「ボルシチ」と呼んでいた、というものがある。確かに、ボルシチの主な食材はテーブルビートではあるが、「ボルシチ」というテーブルビートの呼称がスラヴ諸語の辞典に登場していないので、これも仮説の域を越えない。
他の説では、「ボルシチ」とは「紅いシチー」（ブリ・シチー；бурі щі / burі shchі）を意味する単語だという指摘がある。シチーはキエフ大公国時代のキャベツ・スープであったが、ボルシチはテーブルビート（ブリャーク、意訳：「紅大根」）が加えられたスープを意味していたという。テーブルビートは温かい気候を好む植物であるために、当国の南方（現在のウクライナと南ベラルーシの地域）で栽培され、その地方で「ボルシチ」を食べる風習が広まった。一方、当国の北方（現在のロシアと北ベラルーシの地域）ではテーブルビートの栽培が不可能であったため、その地方ではシチーを食べる習慣が定着したという。
他のスラヴ語派の同根語とともに、この単語はスラヴ祖語の *bŭrščǐ 'ハナウド' に、そして最終的にはインド・ヨーロッパ祖語の *bhr̥stis '点、切り株'に由来している。一般的なハナウド（Heracleum sphondylium）は、他の野菜、特にウクライナ版でテーブルビートに置き換えられるまではこのスープの主材料だった。しかしながら borsch、borsht あるいは bortshとも綴られる英単語のborschtは 、北アメリカで東ヨーロッパから移住したイディッシュ語を話すアシュケナジムが最初にこの料理を広めたことから直接的にはイディッシュ語の באָרשט（borsht）に由来している。

## 材料と調理
典型的なウクライナのボルシチは、伝統的には肉や骨のストック、ソテーした野菜、ビートサワー（発酵させたテーブルビートのしぼり汁）から作られる。
レシピによってはこれらの主材料の一部が省略または置き換えられることがある。

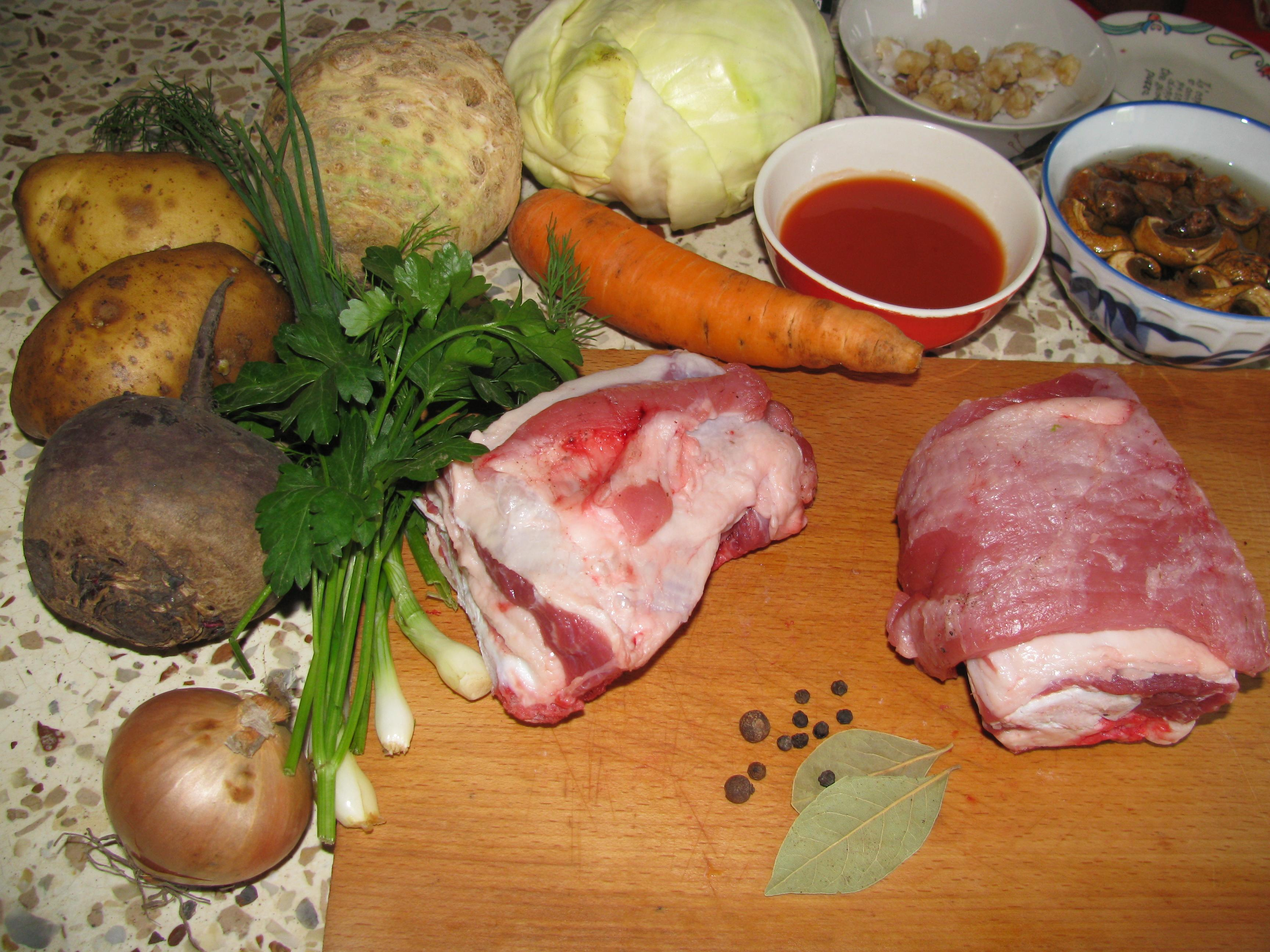
ボルシチの材料には牛肉、豚肉、ラード、テーブルビート、キャベツ、ニンジン、セルリアック、タマネギ、ジャガイモ、マッシュルーム、トマトペースト、パセリ、チャイブ、ディル、ベイリーフ、オールスパイス、黒胡椒などが使われる。

ストックは肉、骨、またはその両方を茹でて作られる。牛肉、豚肉ないしその両方の組み合わせがもっとも一般的に使われており、特に強火で茹でた場合には、ブリスケット、リブ、シャンク、チャックが最も風味豊かに仕上がると考えられている。骨髄は骨のストックに最適であると考えられている。肉のストックは通常約2時間調理されるが、骨のストックは調理に4～6時間を要する。肉と骨は通常はストックをとった後で鍋から出され、肉だけがボルシチが完成する10～15分前にスープに戻される。いくつかのレシピでは燻製肉を用いて独特なスモーキーなボルシチが作られるが、別のレシピでは鶏肉や羊のストックが使われる。断食用のバラエティでは肉の使用を避けるために魚介類の出汁が使われることもあり、純粋な菜食主義のレシピでは茸の出汁が使われる。
ボルシチに加えられる最も一般的な野菜はテーブルビート、白キャベツ、ニンジン、根パセリ、ジャガイモ、タマネギおよびトマトである。一部のレシピでは豆、調理用のリンゴ、カブ、ルタバガ、セルリアック、ズッキーニ、ピーマンなどが必要となる場合もある。パースニップは根パセリの代わりに使うことができ、トマトペーストは新鮮なトマトと一緒に、あるいはその代わりとしてよく使われる。このスープを作る伝統的な手法としては、野菜を肉とは別にソテー、蒸し煮、茹でまたは焼くことによって事前に調理しておき、その後ストックと組み合わせると言うものである。ボルシチのこの独特の調理法はペチカ（調理および暖房に使われるロシアの伝統的な石組みのストーブ）を使用した長時間調理に由来し、全ての素材が同時に調理完了するように、個々の材料の調理時間の違いを考慮した結果である。この調理法の重要性はロシア語に反映されており、全ての野菜を生で直接ストックに加える料理は「ボルシチ」borshch ではなく指小辞をつけて「ボルシチョク」borshchok と呼ばれている。賽の目に切ったジャガイモとズッキーニ以外の野菜は、通常は繊切りにされている。テーブルビートは色を保つために酢やレモン果汁をかける前に部分的に焼いて、他の野菜とは別に蒸し煮にすることがある。タマネギ、ニンジン、根パセリ、カブその他の野菜をソテーし（伝統的に動物性脂肪、特にラードやバターで）、トマトまたはトマトペーストと混ぜ合わせる。乾燥豆は別に茹でる。ジャガイモとキャベツを約15分茹でてから事前に調理済みの野菜を加える。

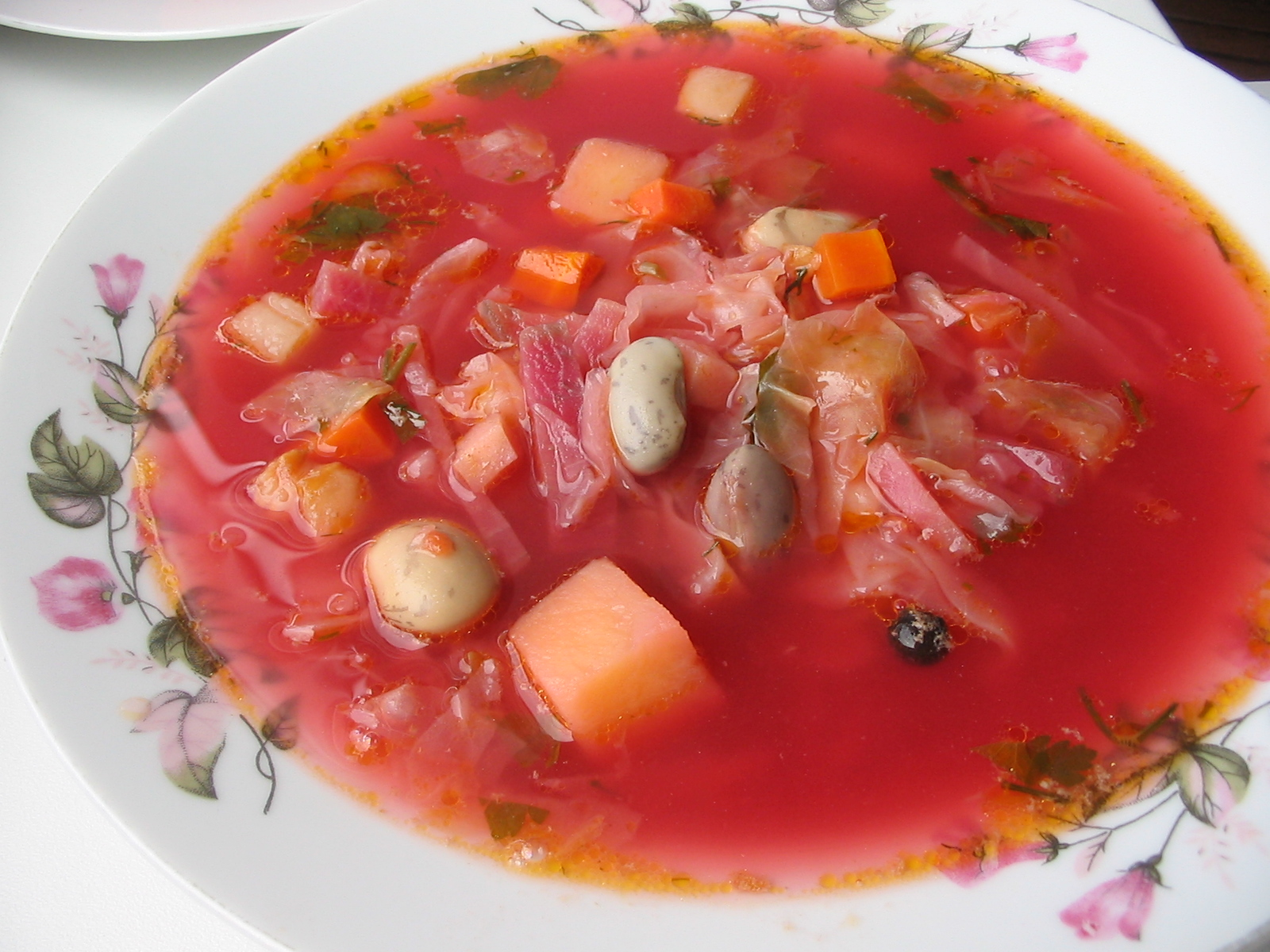
豆が入ったウクライナのボルシチ

ボルシチの主な味は甘味と酸味である。この組み合わせは伝統的にビートサワーを加えることで得られる。スライスしたテーブルビートをぬるま湯で覆い、バクテリアがテーブルビート中に存在する糖の一部を（液体にわずかに粘り気を与える）デキストラン、マンニトール、酢酸、乳酸へと発酵させることによって作られる。古くなったライ麦パンが発酵プロセスを早くするために追加されることがよくあるが、ハーメーツが過越の食事に適さないことから、通常ユダヤのレシピでは除かれている。砂糖、塩およびレモンジュースが風味の調整のために加えられることがある。2-5日後（パンなしでは2-3週間後）、深紅で、甘酸っぱい液体が濾され、準備が完了する。長時間煮ると酸味がなくなるので、スープが出来上がる前にボルシチに加える。ビートサワーはスラヴ語では kvas（文字通り「酸っぱい、酸」、クワスと比較）として、イディッシュ語では rosl（元はスラブ語で塩漬けの肉や野菜を浸して得られた塩水を指す、ロシア語の rassol「漬物水」、ポーランド語の rosół「ブロス」と比較）として知られている。ボルシチでの使用とは別に、調理されたホースラディッシュに加えたり、ポットローストのマリネに使われたりする。
ボルシチの伝統的な作り方では、少なくとも数日前に計画を立てる必要があることから、ボルシチをより早く作るための多くのレシピでは、ビートサワーを新鮮なテーブルビートの搾り汁に置き換え、酸味は酢、レモンの搾り汁かクエン酸、トマト、調理用リンゴ、ミラベル・プラム、アンズ、辛口の赤ワイン、ディルをつけた汁、ザワークラウトの搾り汁、ライ麦粉と水を混ぜて発酵させたものなどで置き換えている。通常、スープは様々な種類のハーブ、スパイスおよび調味料で味付けされる。塩、黒胡椒、ニンニク、ローリエおよびディルが最も一般的に使われている。ボルシチに加えられるその他の香り付けとしてはオールスパイス、セロリの茎、パセリ、マジョラム、トウガラシ、サフラン、ホースラディッシュ、ショウガおよびプルーンが挙げられる。一部のレシピではボルシチをさらに濃くするために小麦粉ないしルーが加えられる。一般的な意見としては、よいボルシチとはスプーンが直立するほど濃いものとされている。

## 変種

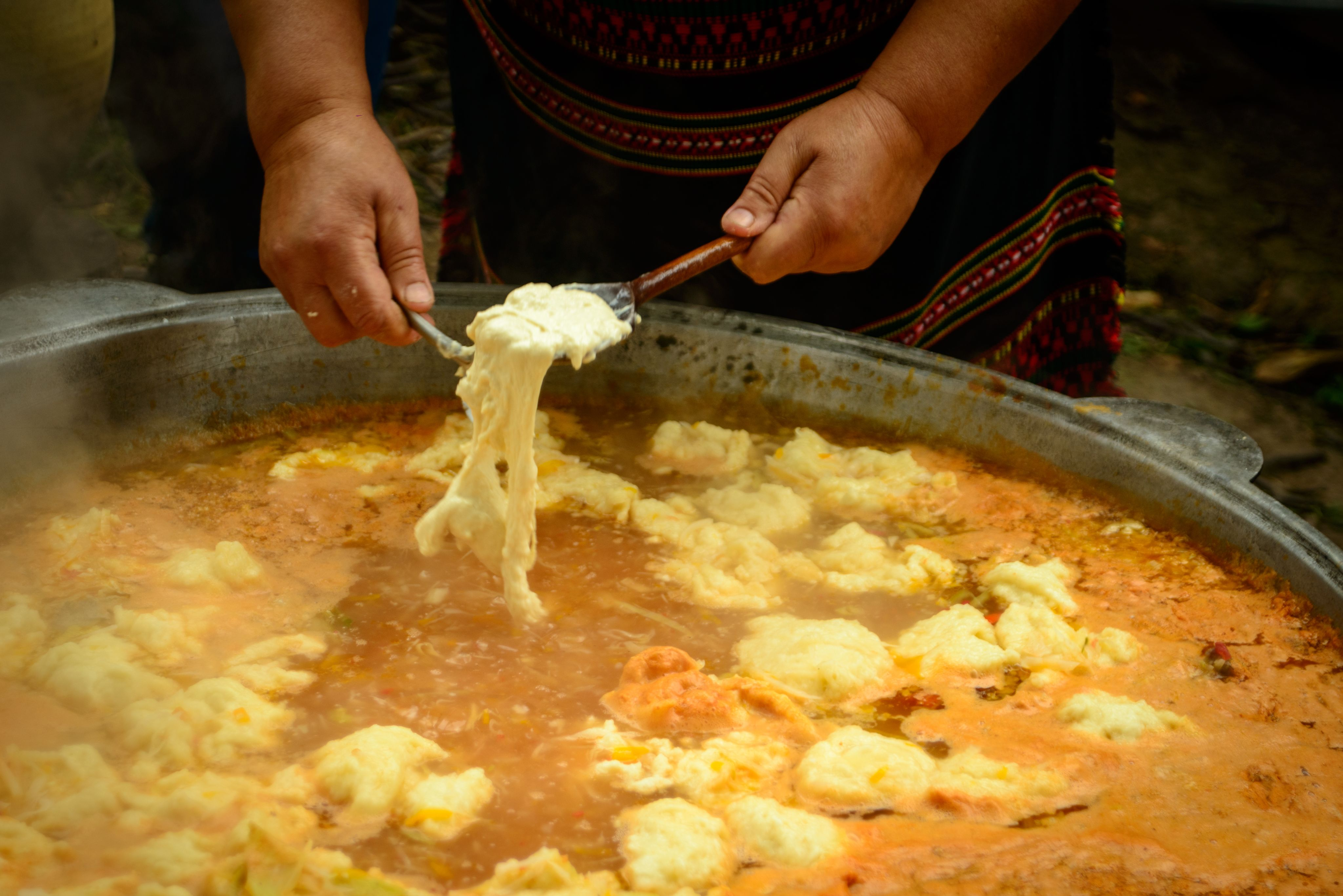
「ハルシュキ」入りのポルトヴァのボルシチ

テーブルビートを使ったボルシチの母国として、ウクライナはこのスープの地域ごとのバリエーションが非常に豊かであり、実質的にそれぞれの州ごとの独自のレシピを誇っている。個々のバリエーションの違いは、使用するストックの種類（肉、骨、両方）、肉の種類（牛、豚、鶏など）、野菜の選択およびその切り方と調理法などによるものである。たとえば、典型的なレシピでは牛肉と豚肉を使用するが、キーウでは牛肉だけではなくマトンないしラムも使用し、ポルタヴァ地方ではボルシチに使うストックは家禽の肉、すなわちニワトリ、アヒル、ガチョウの肉が用いられる。ズッキーニ、豆およびリンゴの使用はチェルニーヒウボルシチの特徴であり、この種類ではテーブルビートはラードではなく植物油でソテーされ、酸味はトマトと調理用リンゴのみに由来する。リヴィウボルシチは骨のストックを基本としており、ウィンナーソーセージの塊とともに供される。
ロシア料理としても、ボルシチの様々な地域ごとのレシピが開発されている。例えば、モスクワボルシチでは牛肉、ハムおよびウィンナーソーセージが添えられ、シベリアのボルシチにはミートボールが入り、プスコフボルシチには地元の湖産のヨーロッパワカサギの干物が入っている。そのほかのユニークなロシアでのバリエーションにはキャベツの代わりにマリネしたコンブを使ったキリスト教修道院の四旬節のボルシチや、野菜を千切りではなく正方形やひし形にに切ったロシア海軍のボルシチ（flotsky borshch）などがある。

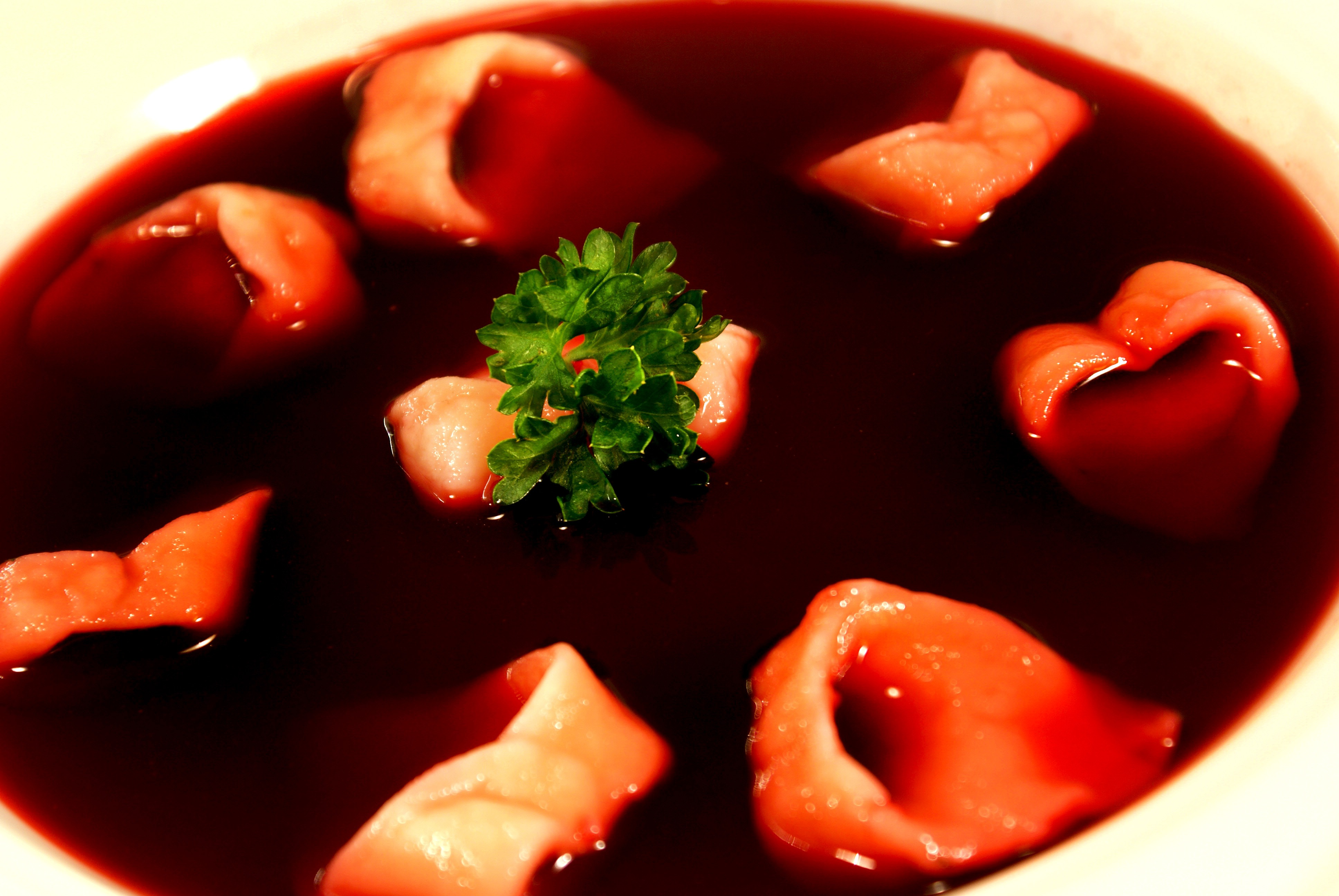
ウシュカ（耳の形をした、茸入りダンプリング）にかけて供されるポーランドの透明なクリスマス・イヴのボルシチ

上記した濃厚なボルシチに加えて、ポーランド料理では「真っ赤なボルシチ（barszcz czysty czerwony）」として知られる、ルビー色のテーブルビートのブイヨンが食されている。これは濾した肉と野菜のストックに野生の茸のスープとビートサワーが組み合わされて作られている。一部の料理ではストックに燻製肉を用いて、レモンジュース、ディルをつけた塩水ないし辛口の赤ワインを加えて酸味を得たり、強めたりしている。スープボウルに注いでも、特にディナーパーティーではクロケットや詰め物をしたペストリーの横に取っ手が二つ付いたカップで熱い飲み物としても供される。他の種類のボルシチとは異なり、これはサワークリームで白くされることはない。Barszcz wigilijny ないしクリスマス・イヴのボルシチは、ポーランドのクリスマス・イヴの夕食に伝統的に供される透明なボルシチの一種である。この料理では肉のストックは省かれるか、通常、他のクリスマス・イヴの料理で使用する魚から切り落とした頭を使った魚のブイヨンに置き換えられる。茸の出汁をとるのに使った茸はウシュカ（小さな詰め物をした団子）で使用され、ボルシチと共に供される。
東ヨーロッパに住むアシュケナジムは、スラブの隣人からテーブルビートのボルシチを取り入れ、それを自分たちの好みと、ユダヤ教の宗教的要求に合わせて適応させた。肉と牛乳の組み合わせはカーシェールの食べ物ではないとされるため、ユダヤ人は肉のスープ（fleischik）と乳製品のスープ（milchik）の2種類を作り出した。肉を使ったスープでは通常牛のブリスケット（豚肉は決して使われない）とキャベツから作られ、乳製品のスープは菜食用でサワークリームないし牛乳と卵黄を混ぜたものと混ぜ合わされる。どちらの料理にも通常は、テーブルビートとタマネギが入っており、酸味はビートサワー、酢ないしクエン酸でつけられ、甜菜糖で甘味が加えられる。ガリツィアのユダヤ人は伝統的に甘いボルシチを好んだ。ユダヤ人のボルシチは茹でた熱いジャガイモを添えて、温製でも冷製でも供される。戦前の東ヨーロッパでは、伝統的にプーリームの頃に発酵させ、4週間後の過ぎ越しの祭の準備を整えていた。

### 冷たいボルシチ

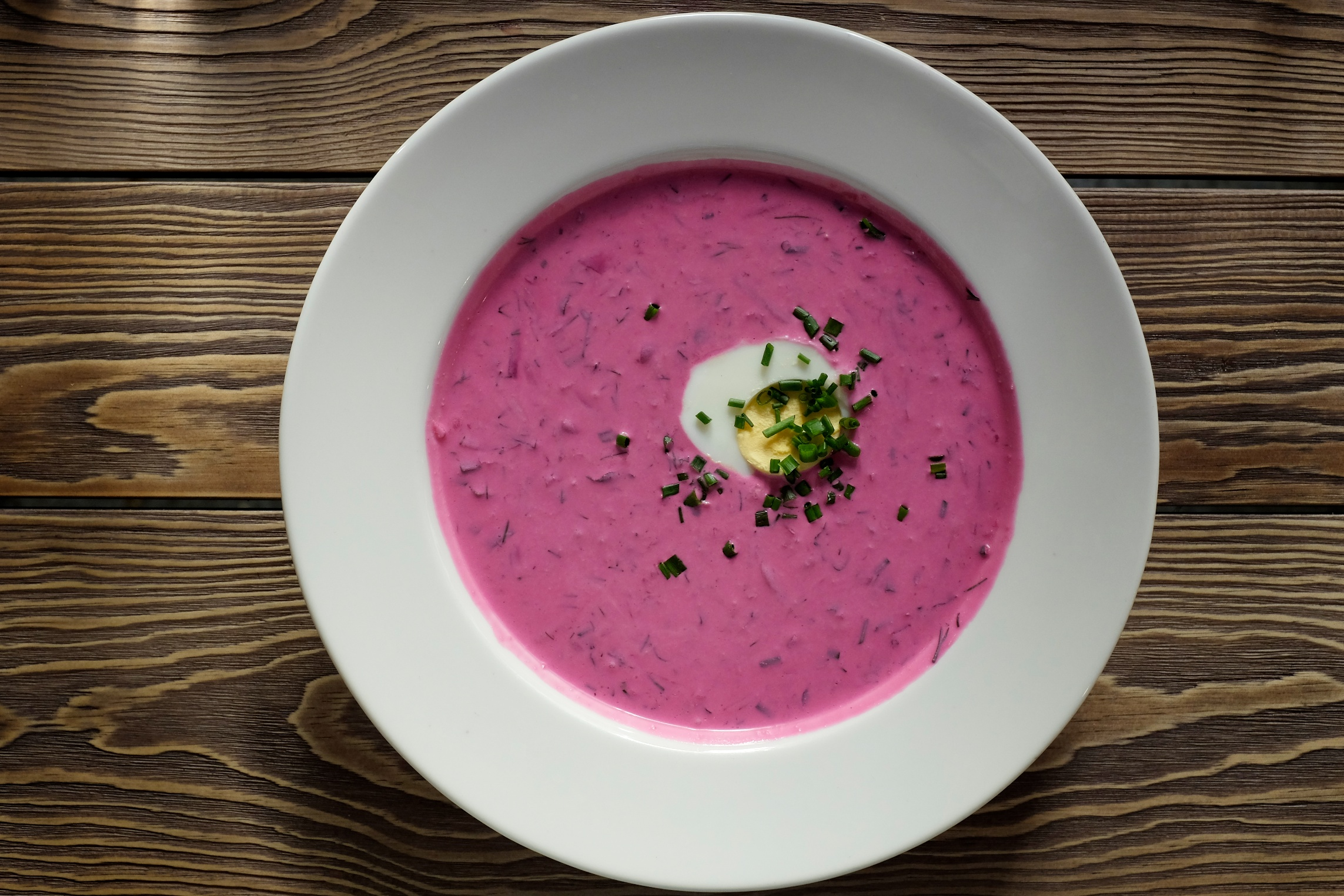
ポーランドで供されるように、サワークリームないしヨーグルトと混ぜられ、チャイブが振りかけられた Chłodnik litewski（リトアニアの冷たいボルシチ）。同じスープがリトアニア語で šaltibarščiai（冷たいボルシチ）として知られている。

夏の間は、通常は温製で供される上に書いたバリエーションの代わりに、冷たいボルシチが人気である。サワークリーム、バターミルク、サワーミルク、ケフィアないしヨーグルトと混ぜ合わされたビートサワーないしビーツの搾り汁で作られている。混合物は独特のピンク色ないしマゼンタを呈している。。冷蔵され、通常は細かく刻んだテーブルビート、キュウリ、ラディッシュ、青葱の上に半熟卵とともに新鮮なディルをまぶして食される。仔牛肉、ハム、ザリガニの尾のみじん切りが追加されることもある。
このスープはおそらく現代のリトアニアとベラルーシの領土にあったリトアニア大公国で生まれたものであり、現在でもこれらの国々や、周辺諸国の伝統料理の一部となっている。リトアニア語は、この地域で唯一「冷たいボルシチ」（šaltibarščiai）と呼んでいる言語である。ベラルーシ語では単に khaladnik （冷たいスープ）として知られており、ラトビア語ではベラルーシ語と同じ意味で aukstā zupaと、ポーランド語では chłodnik litewski（リトアニアの冷たいスープ）、ロシア語では svekolnik（テーブルビートのスープ）と呼んでいる。

### ビートを使わないもの
英語では、「ボルシチ」はほとんどの場合ビートをベースとしたスープを指すが、一部の料理文化ではテーブルビートを使わないか、単なるオプションである同じ名前か似た名前のスープが存在する。それらに共通する主な特徴は、様々な酸味のある材料を加えることによって得られる酸っぱい風味である。。

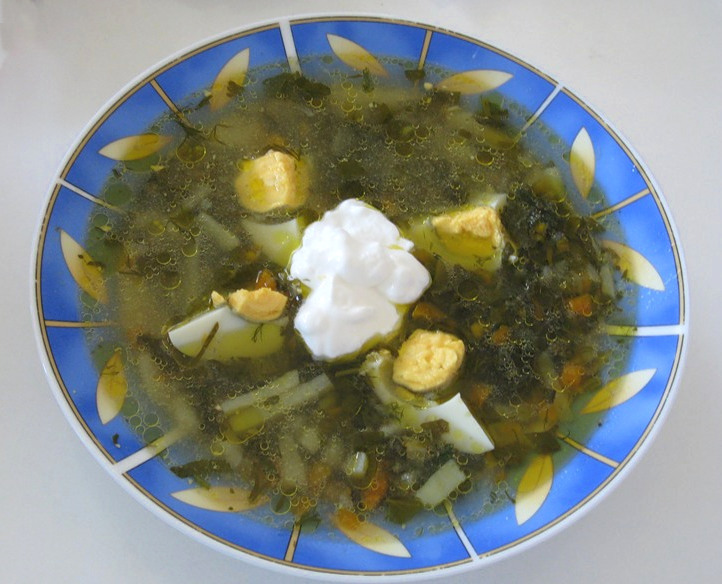
サワークリームと茹で卵を添えた、スイバをベースとしたウクライナのグリーンボルシチ

葉野菜から作られた軽いスープであるグリーンボルシチ（zeleny borshch）はウクライナ料理とロシア料理で一般的な例である。元々、酸味のあるスイバが一般的に使われるが、ホウレンソウ、フダンソウ、セイヨウイラクサ、ヤマホウレンソウ、時にはセイヨウタンポポ、イワミツバ、ラムソンが加えられることもある。ビートを使ったボルシチ同様に、このスープも肉または野菜の煮汁をベースに使い、ディルを散らして、茹でたジャガイモと茹で卵を添えて供される。また、ウクライナのグリーンボルシチではスイバとテーブルビートの両方が使われているものもある。
ポーランド料理のホワイトボルシチ（barszcz biały、żur または żurek としても知られる、'酸っぱいスープ'）はライ麦粉かオートミールと水を混ぜたものを発酵させて作られる。通常、ニンニクとマジョラムで味付けされ、卵と茹でた生ソーセージにかけて供されるが、ソーセージを茹でたお湯は肉のストックの代わりにしばしば用いられる。

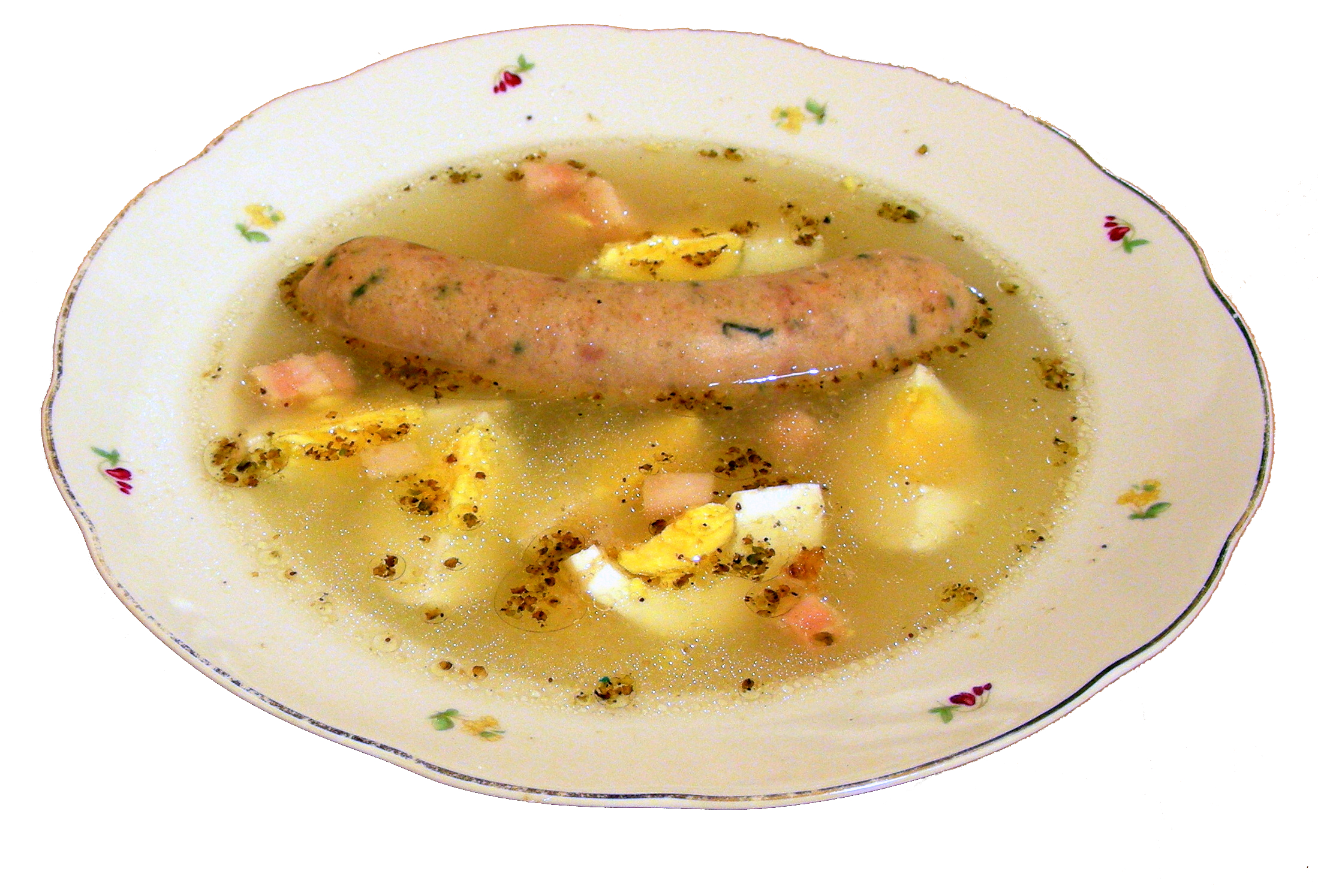
生ソーセージ、ベーコンおよび卵にかけたポーランドのホワイトボルシチ

ポーランド南部のカルパティア山脈ではホエイやバターミルクなどの乳製品に由来する酸味を使ったボルシチの変種が作られている。テーブルビートを使ったボルシチの深紅色は、血液を使ったポーランド料理に慣れていない人々を遠ざけるかもしれないが、酢と動物（通常は家禽）の血を混ぜたものを使ったその種のボルシチは濃い茶色がかった灰色であり、適切に「グレイボルシチ」（barszcz szary）と呼ばれており、これはチェルニナとしてよく知られているポーランドの血を使ったスープのある地域での名称である。
ルーマニア料理とモルドバ料理では、小麦のふすまかコーンミールを水に混ぜて発酵させるために放置し、ポーランドのホワイトボルシチで使われる発酵液ほどは濁っていない borș を使う。これが borșとしてや、 ciorbăとして知られる様々なピリッとしたルーマニアのスープに酸味を与える。バリエーションとしては ciorbă de perișoare（ミートボール入り）、ciorbă de burtă（トライプ入り）、borș de pește（魚入り）および borș de sfeclă roșie（テーブルビート入り）などがある。

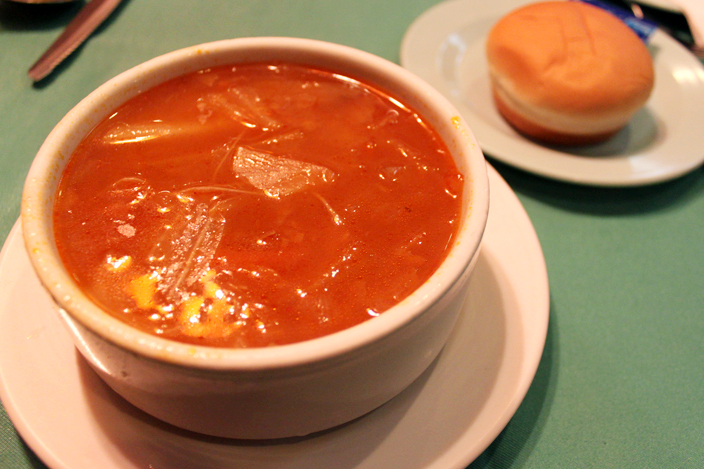
香港で供されるキャベツとトマトで作られる中華ボルシチこと羅宋湯（罗宋汤 luó sòng tāng）

アルメニア、アゼルバイジャンおよびジョージアのボルシチは牛のストック、ピーマンその他の野菜を使って、テーブルビートは使ったり使わなかったりする、刻んだ赤唐辛子と新鮮なコリアンダーで味付けした辛いスープである。エスニックメノナイト料理では「ボルシチ」とは、ホウレンソウ、スイバ、フダンソウで作った春のボルシチから、キャベツ、トマト、トウモロコシとカボチャ類の夏のボルシチ、キャベツ、ビーツ、ジャガイモの秋と冬のボルシチまでの牛か鶏のストックを使った幅広い範囲の季節の野菜のスープを示している。中華料理では、中国は、ロシア革命後の白系ロシア人の移住に引き続いてソ連との関係が深く、ロシア料理が西洋料理の代表であったが、テーブルビートの入手は困難であったため、正統な「紅菜湯」に対して、トマトで代用したものを「羅宋湯（罗宋汤 luó sòng tāng）」と称して、赤キャベツとトマトをベースにした。テーブルビートは全く使われておらず、中国東北部のロシア国境に近い哈爾浜発祥で、遠く香港にまで広まり、「中華ボルシチ」とも呼ばれており、洋食店で提供し普及した。「羅宋」は、上海語でルーソンと読むが、英語の「Russian」に漢字を当てたもの で、「ロシアの」を意味する。香港では「茶餐廳」と呼ばれる喫茶レストランや学校の食堂でもよく出る洋食メニューである。上海の海派料理では、トマトが主な材料で、牛肉とそのスープ、タマネギ、キャベツも入っているが、サワークリームは使われておらず、小麦粉でとろみがつけられている。
日本でのボルシチの紹介は、東京・新宿の中村屋にロシアの作家、ウクライナ人のヴァスィリー・エロシェンコが伝え、1927年に販売されたものが本格的な始まりとされており、このボルシチはテーブルビートを使用せず、トマトを煮込んだものである。同じくボルシチを供する老舗であるロゴスキーでは、トマトとテーブルビートを使用し大振りに切った野菜・肉を煮込んだものを「いなか風」、テーブルビートのみを使用し細切り野菜・肉・豆を煮込んだものを「ウクライナ風」と分けて呼び習わしている。

## 付け合わせと副菜
ボルシチのスタイルの多様性は様々な種類のボルシチに合わせて、付け合わせや副菜の幅広い選択肢を提供している

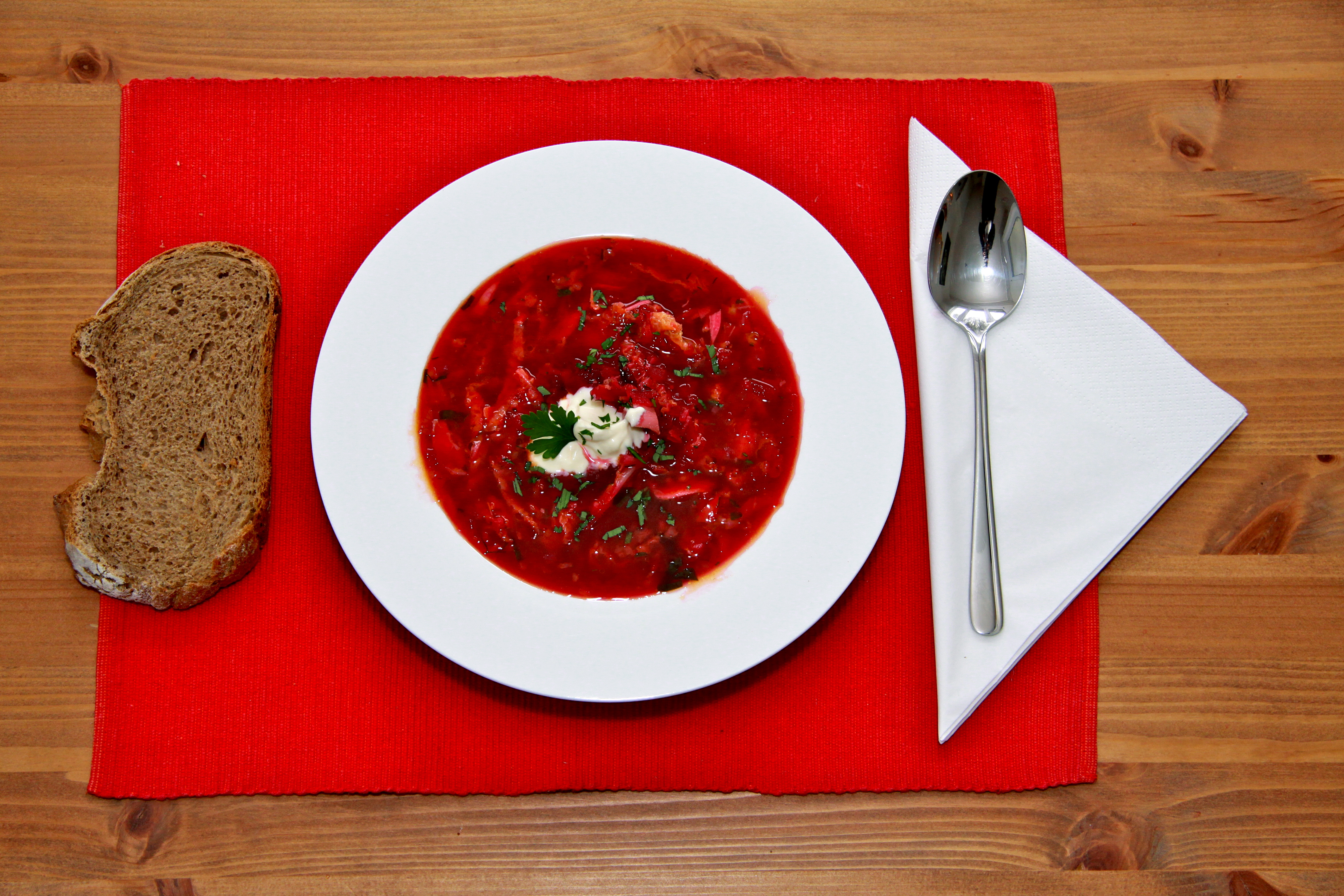
ひとかたまりのサワークリームとスライスしたライ麦パンを添えた、パセリを散らしたボルシチ。

ほとんどの場合、ボルシチにはサワークリームが添えられているが、東ヨーロッパではアメリカのものよりも柔らかいスメタナが使われている。サワークリームは食事客が好みの量を装えるようにピッチャーで提供される場合もあれば、ボルシチが既に「白くなっている」、すなわちサワークリームと混ぜられている場合もある。時によってクリームはスープに加えられる前に小麦粉で濃くされることもある。ヨーグルトと牛乳と卵黄を混ぜたものが代用品として認められる。
刻んだハーブはしばしばスープの上に振りかけられ、ディルが最も一般的だが、パセリ、チャイブ、青いネギ類が加えられることもある。それぞれの好みでみじん切りのトウガラシやニンニクを加えることもある。多くの種類のボルシチが半分または4つ割の堅茹で卵かウズラの卵にかけて供される。シロインゲンマメ、ソラマメ、サヤインゲンも一般的に加えられる。

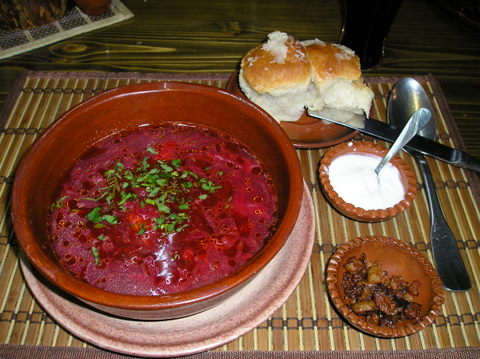
パンプーシュカ、ポーク・スクラッチング、サワークリームを添えたウクライナのボルシチ

ボルシチのベースとなったストックから取り出した肉は、小さく切り分けてスープに戻したり、ホースラディッシュやマスタードを添えて付け合わせにされたりする。ベーコンとソーセージもまたボルシチの付け合わせとして一般的である。骨のストックをベースにしたボルシチは、骨から取り出した骨髄と共に古いポーランドスタイルで供されることがある。
ポルタヴァのボルシチなどの一部のスープはハルシュキー（小麦粉や蕎麦粉の太い麺）と一緒に供される場合がある。シベリアのボルシチは茹でたみじん切りの牛肉と玉ねぎのミートボール（frikadelki）と共に食べられる。ポーランドとウクライナ西部の一部では、ボルシチは通常ウシュカ（茸、蕎麦の実、肉の詰め物にパスタ生地を巻き付けた耳の形をした一口サイズのダンプリング）の上にかけられる。茸を詰めたウシュカは特にポーランドのクリスマスイブのボルシチと結びついている。
ボルシチは、他の東スラヴ料理のスープと同様に単品で食べられることは滅多になく、副菜を添えて食べられる。少なくともスプーン一杯のボルシチは、スライスしたパンの一齧りと交互に食べられる。しばしばポーク・スクラッチングで覆われた挽き割りの蕎麦の実や茹でたジャガイモなど、他にも単純な可能性もあるが、より複雑な副菜も存在する。

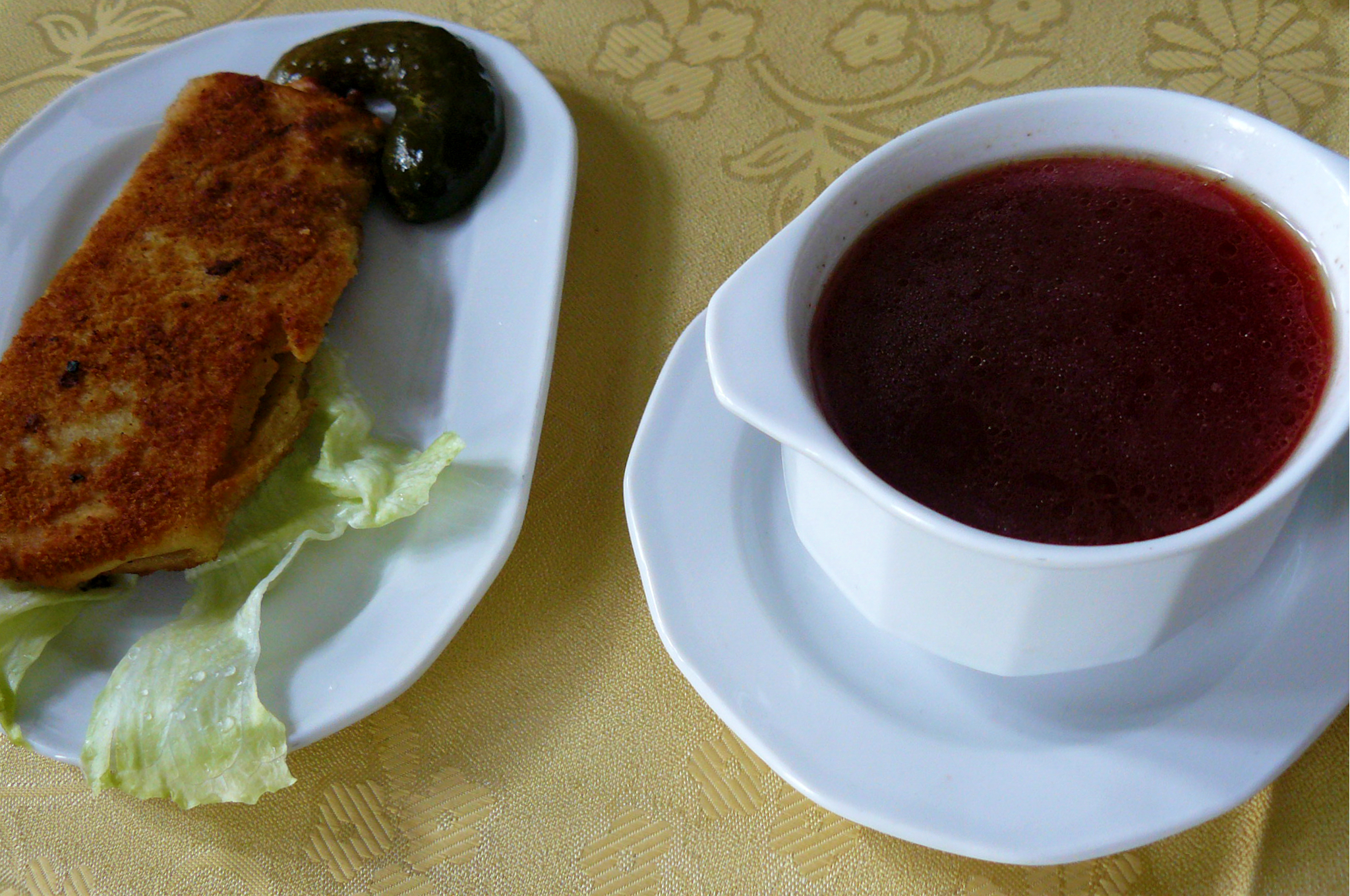
クロケットと小さな胡瓜が添えられた、ブイヨンカップに注がれたポーランドの透明なボルシチ。

ウクライナではボルシチにはしばしばパンプーシュカ（風味豊かな、油と砕いたニンニクで艶を出されたふっくらしたロールパン）が添えられる。ロシア料理では、ボルシチにはトヴァローク（東ヨーロッパのカッテージチーズ）をベースにしたヴァトルーシュカ、シルニキ、クルペニクなどの様々な副菜とともに供される。ヴァトルーシュカは、チーズを詰めて焼かれた丸いタルトで、シルニキはチーズが生地に混ぜられた小さなパンケーキであり、クルペニクは挽き割り蕎麦をチーズとともに焼いたキャセロールである。
ピロシキ（ウシュカのように詰め物をして焼いたダンプリング）は濃厚なボルシチと、透き通ったボルシチの両方に共通するもう一つの副菜である。ポーランドの透き通ったボルシチはクロケットやパシュテチク・シュチェチンスキと一緒に出されることもある。一般的なポーランドのクロケット（krokiet）は詰め物の周りにクレープ（薄いパンケーキ）を巻き、パン粉をつけて揚げて作られ、パシュテチク（文字通り「小さなパテ）は酵母で膨らませたか薄いままの生地を使った様々な形の詰め物が入った片手サイズのペストリーである。ボルシチを提供するさらに絶妙な方法はクーリビヤック（大きなパンの形をしたパイ）を使うことである。クロケット、パシュテチク、クーリビヤックの詰め物としては、茸、ザワークラウト、挽肉などが用いられる。

## 歴史

### 起源

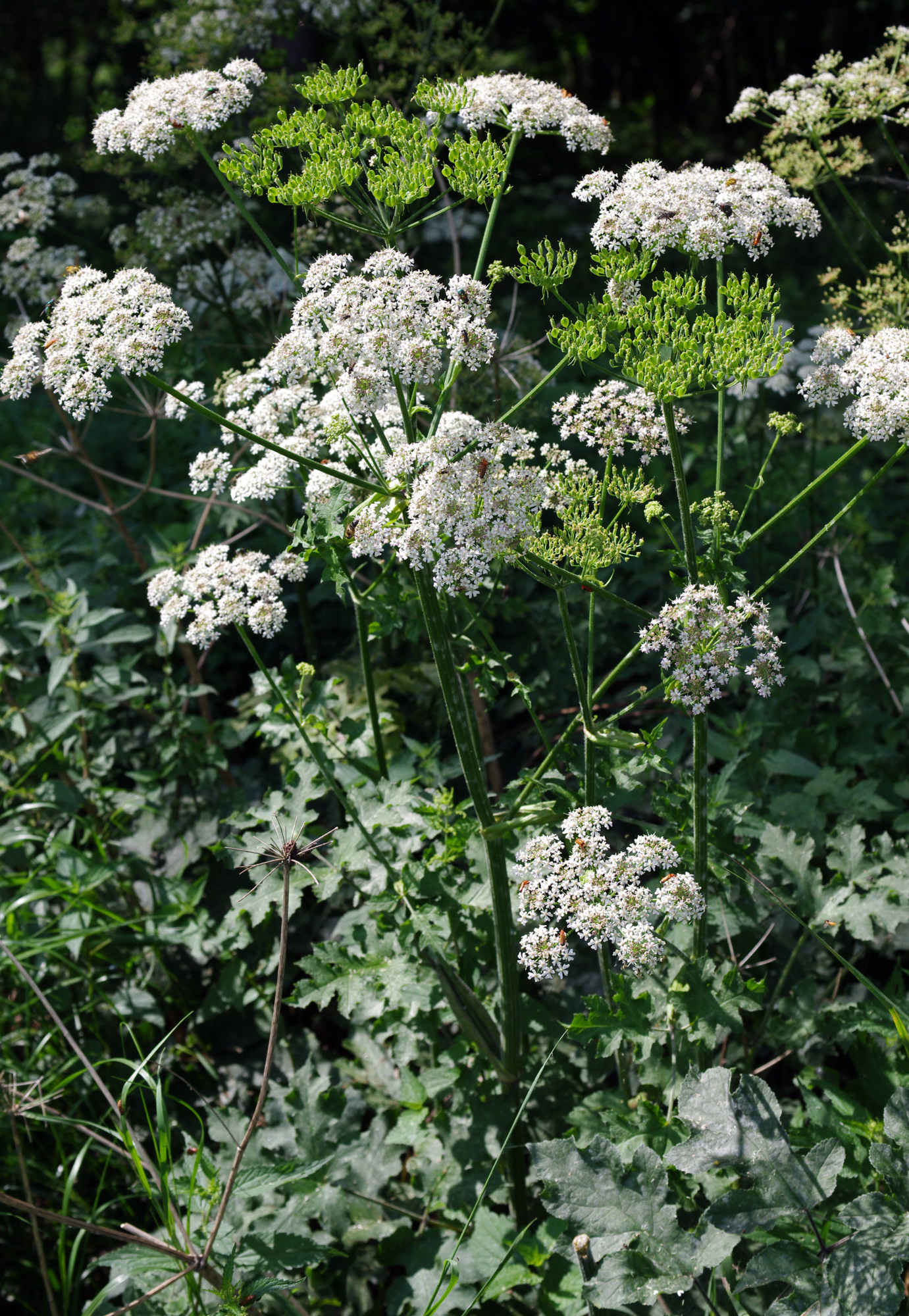
もともとのボルシチの主な材料であるハナウド

ボルシチは、スラヴ人によってハナウド（Heracleum sphondylium、英語圏では「牛のパースニップ」としても知られている）から作られたスープに由来し、スラヴ語の名称が付けられた。温帯北部の湿った牧草地で育つハナウドは、（英語名が示すように）飼料としてだけではなく、東ヨーロッパからシベリア、北アメリカ北西部にかけて人間にも摂取されていた。
スラヴ人は5月にハナウドを集め、その根を肉と一緒に煮込むのに使い、茎、葉、散形花序を刻んで水に浸して暖かい場所に置いて発酵させた。数日後、乳酸発酵とアルコール発酵によって「ビールとザワークラウトの間のなにか」と表現される混合物が生成される。この生成物は口をすぼめるような酸味と刺激的な匂いが特徴のスープを作るのに使われた。ポーランド人民族誌学者 Łukasz Gołębiowski が1830年に書いたように、「ポーランド人は常に、祖国に特有で健康に不可欠な酸っぱい料理に偏っていた。」
スープとしてのボルシチと思われる最も初期の言及の一つは、1584年にキーウを訪れたドイツ人商人マルティン・グリュンヴェク（独）の日記に見ることができる。1584年10月17日にグリュンヴェクがキーウ周辺部のボルシチャーヒフカ川に到着した後、彼はボルシチ市場があったので、川がそのように名付けられたという地元の伝説を書き留めている。しかしながら「ルーシ人がボルシチを買うことは稀なことか全くないかだ。なぜなら、それは主食であり飲み物なので誰もが自宅で自分で調理するから」とその物語を疑っていた。
スラヴのハナウドのスープいついての別の書面における言及は、16世紀のロシアの道徳的ルールと家事のアドバイスの大要である Domostroy（ドモストロイ、『家庭内の秩序』）に見ることができる。春にスープを作るために「イラクサが生えた庭全体の周囲の、フェンスの近く」で植物を育てることを勧め、「主のために、それを困っている人と分かち合いなさい」と読者に呼びかけている。17世紀ポーランドの植物学者であるシモン・シレニウス （Szymon Syreński）は、「わがポーランドのハナウド」を、ポーランド、ルテニア、リトアニアおよびジェマイティヤ（つまり、東ヨーロッパ北部のほとんど）でよく知られている野菜であり、去勢鶏のストック、卵、サワークリームおよび「美味しくて優雅なスープ」を作るのに使われると説明した。彼は料理での使用についてよりも植物の薬効に興味があり、発熱や二日酔いの治療のためにハナウドのピクルスのジュースを勧めた。
ハナウドのボルシチはほとんどが貧乏人の食べ物だった。スープのみすぼらしい始まりはポーランド語の定型表現の中に今でも反映されており、「ボルシチのように安い」は「すごく安い」（イディッシュ語とカナダ英語では翻訳借用されていることが証明されている）と等価であり、「ボルシチに二つの茸」は過剰と同義である。17世紀に修道院生活を送ったクラクフ大学の教授にとって、ハナウドのボルシチは四旬節から祈願節までの間定期的に（時にはデビルド・エッグとともに）食べていた断食料理だった。16世紀ポルトガルの植物学者ウジェドゥフのマルシンによると（ハンガリーのヤギェウォ王の宮廷だったジョヴァンニ・マナルド（Giovanni Manardo）を引用して）、宮廷の食卓では珍しいことに、ポーランド生まれのウラースロー2世は、ブダの宮廷でポーランドのハナウドをベースにした料理を用意させていた。

### 多様化
時代と共に他の材料がスープに付け加えられ、最終的にハナウドは使われなくなり、 borshch（ボルシチ）または barszcz（バルシチ）という呼び名が酸味のあるスープの総称となった。19世紀のポーランドの田舎では、この呼び名はセイヨウメギ、スグリ、セイヨウスグリ、クランベリー、セロリ、スモモから作られるスープを含んでいる。

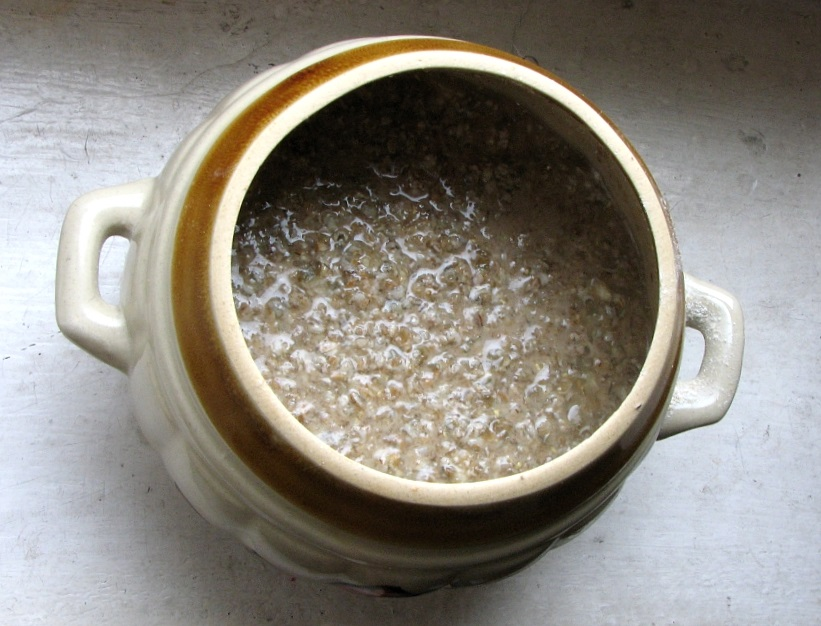
ライ麦粉に水を混ぜて酸っぱくなったものがポーランドのホワイトボルシチの主原料である。

17世紀のイギリス人植物学者ジョン・ジェラードはハナウドの利用について説明する際に、「ポーランドとリトアニアの人々は、ビールやその他の普通の飲み物の代わりに使用される、このハーブとパン生地やほかの食べ物で作られた煎じ薬で飲み物を作っている」と述べた。これはハナウドのスープが、水と大麦粉、オートミール、またはライ麦粉の発酵させた混合物と組み合わされた場合があることを示唆している可能性がある。もともとキセリ（スラヴ祖語の *kyslŭ、「酸っぱい」）として知られていた、このような酸っぱい、ゼラチン状の小麦と水の混合物は、キエフ大公国の12世紀の年代記である『過ぎし年月の物語』で既に言及されており、19世紀半ばまでウクライナとロシア料理の定番だった。ポーランドでは、薄めたキセリをベースにしたスープは żur（中高ドイツ語の sur、「酸っぱい」）ないし barszcz として知られるようになり、後に赤いテーブルビートを使ったボルシチと区別するために barszcz biały「ホワイトボルシチ」に変化した。
ポーランドのマグナート（貴族）に料理をし出汁するシェフによって書かれた、ボルシチの最も初期の既知のポーランド語のレシピは、17世紀後半のものである。アレクサンダー・ミハウ・ルボミルスキ公の料理長だったスタニスワフ・チェルニエッキは、1682年にポーランド語で出版された最初の料理本である彼の Compendium ferculorum（『料理便覧』）にいくつかのボルシチのレシピを収録した。その中にはレモンボルシチや「王家のボルシチ」などの酸っぱいスープが含まれており、後者は乾燥、燻製または生の魚の取り合わせと発酵したライ麦のふすまから作られる。1686年のラジヴィウ家の宮廷からの手書きのレシピ集にはケシの実ないしアーモンドを混ぜたハナウドのボルシチの作り方が含まれている。これは四旬節の料理だったので、バロック料理で代表的なトロンプ・ルイユ風に、細切れのノーザンパイクの一部をサフランで染めて、楕円形のボール状に成型したモックエッグが添えられていた。アーモンドボルシチの代替レシピでは、漬けたハナウドを酢で置き換えている。

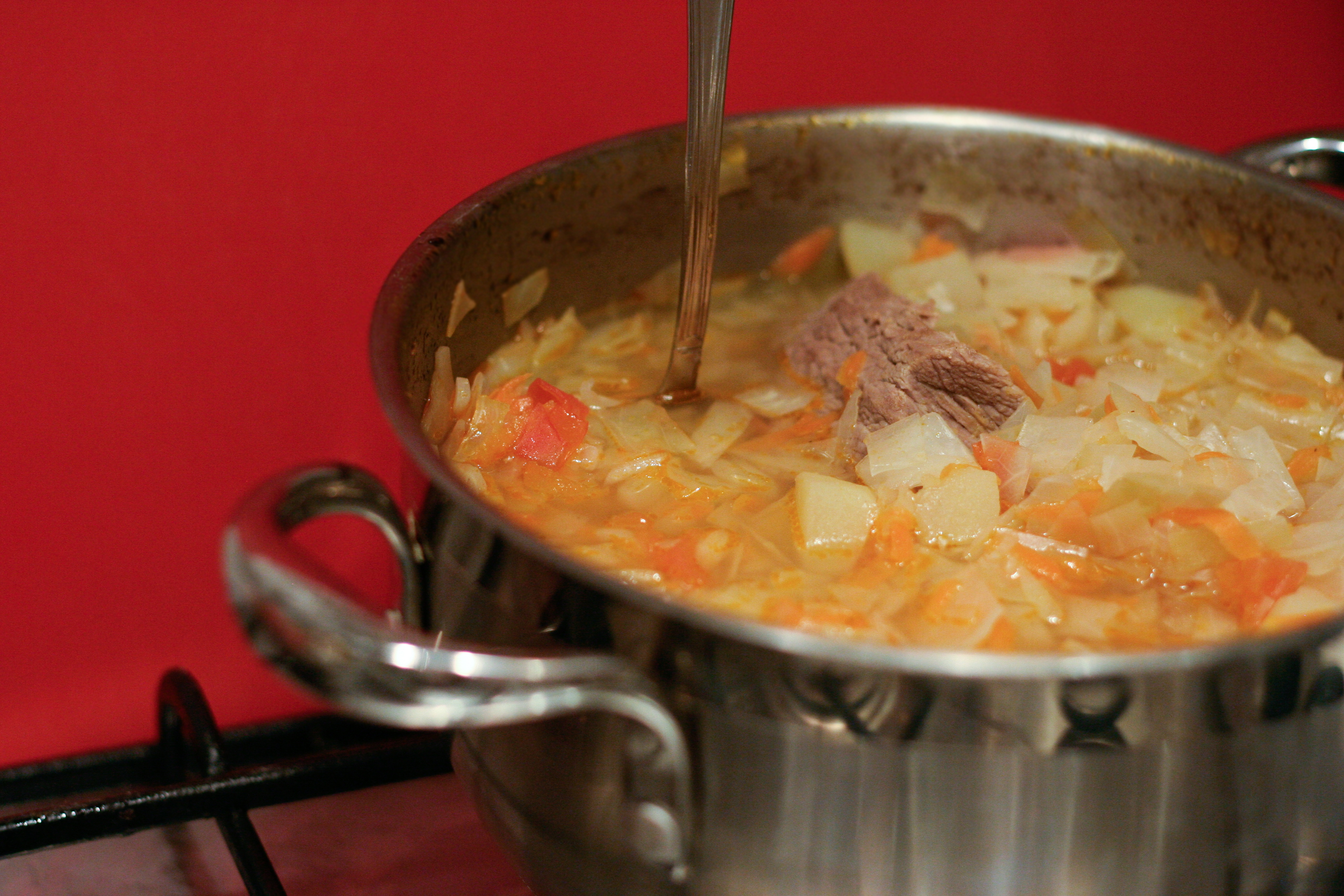
キャベツをベースにしたボルシチはロシアのシチーと見分けがつかないかもしれない。

ボルシチはポーランドの東でも様々な酸っぱいスープとして進化した。例えば、1905年のロシアの料理本にレシピが掲載されたタマネギのボルシチや、今でもウクライナとロシアで人気のある夏のスープのスイバをベースにしたグリーンボルシチなどである。1861年に出版された19世紀のロシアの料理本のベストセラーであるエレナ・モロホヴェツのПодарок молодым хозяйкам（『若い主婦への贈り物』）には、ボルシチの9種類のレシピが掲載されており、そのうちのいくつかはライ麦パンから作られた、伝統的なスラヴの発酵飲料のクワスがベースになっている。クワスをベースにした変種は、当時のウクライナでも知られており、そのうちのいくつかはグリーンボルシチのタイプだったが、他はロシアのオクローシカに似ていた。
ビートをベースにしたボルシチが作られる前は、キャベツのボルシチが特に重要だった。新鮮なキャベツやザワークラウトから作られているため、ロシアのシチーと見分けがつかない可能性があった。実際に、19世紀中葉の Толко́вый слова́рь живо́го великору́сского языка́ （『生きている偉大なロシア語の説明辞書』）はボルシチをビートサワーで酸味を加えた「一種のシチー」と定義している。ボルシチの必須材料としてのキャベツの重要性は、「パンがなければ昼食ではなく、キャベツがなければボルシチではない」と言うウクライナの諺に表れている。

### 新しい材料

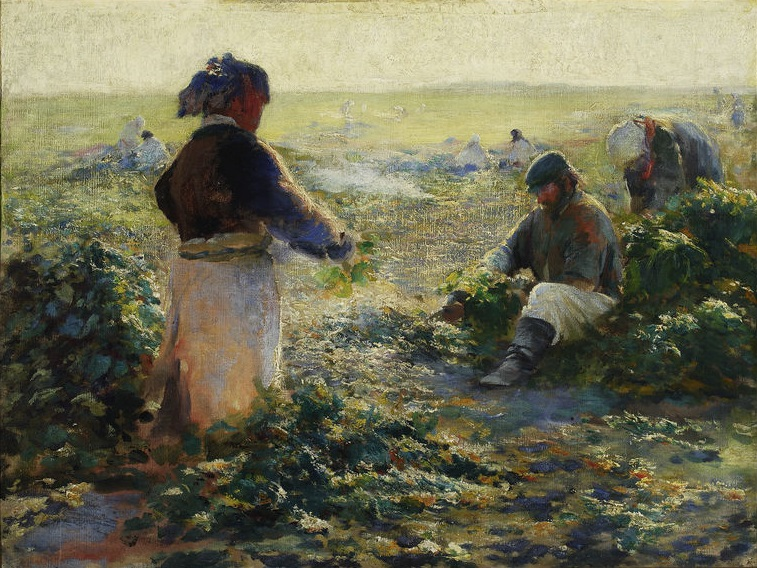
1893年にレオン・ヴィチュウコフスキーによって描かれた、現在のウクライナでビートを収穫している農民

地中海盆地原産の植物であるビートは、既に古代には栽培されていた。。先細りで、丈夫で、苦みのある根は人間が食べるのに適さないと考えられていたため、葉だけが料理に使用された。ビートの根をベースにしたボルシチが作られるずっと前から、ビートの葉がグリーンボルシチの変種に使われていた可能性がある。丸く赤くて甘い直根を持つ変種は12世紀まで報告されておらず、16世紀以前には東ヨーロッパに広がらなかった。ポーランド・ルネサンスの詩人で道徳家のミコワイ・レイは、1568年の著書 Żywot człowieka poczciwego（『正直な男の人生』）に、最も初期の漬けたテーブルビートのポーランド語のレシピを掲載した。これが後にポーランド料理やユダヤ料理で人気のある、ビートとホースラディッシュのレリッシュである ćwikłaないし chrain mit burikへと進化した。レイはまた、初期のビートサワーであるテーブルビートの漬物から残った「非常に美味しい塩水」も進めている。この酸味は二日酔いの治療法として、また蜂蜜と混ぜて喉の痛みの治療薬として、ポーランドの民間療法にいくつかの用途を見出した
誰が最初にボルシチの風味付けにスープに今ではおなじみの赤い色を付けることになるビートサワーを使うことを思いついたのかは定かではない1806年に出版されたイェジー・サミュエル・バンドキーによるポーランド語－ドイツ語辞典は barszcz をテーブルビートの漬物で作った酸っぱいスープと初めて定義した。Yekaterina Avdeyevaによる『経験豊富なロシアの主婦のハンドブック』（1842年）や、Wincenta Zawadzkaによる『リトアニア料理』（1854年）といった特定の19世紀のロシア語とポーランド語の料理本がテーブルビートをベースにしたボルシチを「小ロシア人のボルシチ」（「小ロシア人」とは、ロシア帝国支配下のウクライナ人の呼び名）と呼んでいると言う事実は、この革新がビート栽培に特に適した気候と土壌を持つ現在のウクライナで行われたことを示唆ししている。おそらく19世紀に起源をもつウクライナの伝説によると、テーブルビートのボルシチ1683年に第二次ウィーン包囲を破るために進軍中のポーランド軍に加わったザポロージャ・コサックか、1695年にアゾフ遠征でアゾフを包囲していたロシア軍に加わったドン・コサックが発明したとされている。

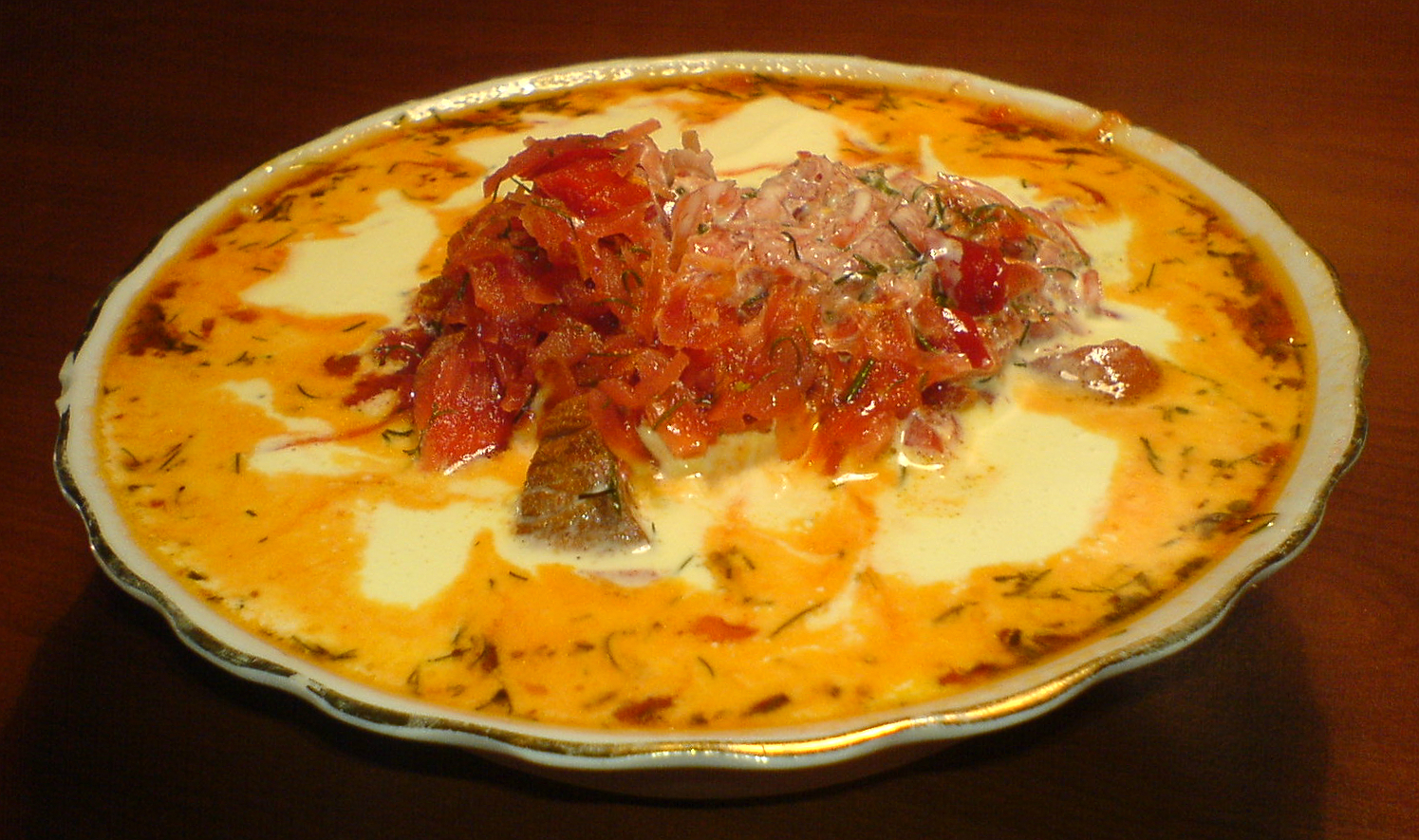
トマトを加えると、ボルシチにテーブルビートが与える紫がかった赤の代わりに、オレンジっぽい色になることがある。

スペインのコンキスタドールは16世紀にアメリカ大陸からヨーロッパにジャガイモとトマトを持ち帰り、東ヨーロッパでは19世紀になって一般的に栽培と消費がされるようになった。最終的には、この両方が農民食の定番となり、ウクライナとロシアのボルシチの必須の材料となった。ジャガイモがボルシチのレシピでカブにとって代わり、トマト（生、缶詰、ペースト）は酸味のもとをビートサワーから受け継いだ。カブは現代のレシピではほとんど見られず、ジャガイモと一緒に使われることがある。ウクライナではしばらくの間ビートサワーとトマトが同時に使われていたが、19世紀の最期の三分の一の期間にトマトが完全に普及した。

### 拡散
19世紀から20世紀にかけて、ロシア帝国の領土拡大とロシアの政治的影響力と文化的地位の高まり、国外への移民の波によってボルシチの人気はスラヴの故郷を超えて広がった。
ロシアが北および中央ユーラシアの大部分を覆うようになると、フィンランドからコーカサスやイラン、中央アジア、中国、アラスカ（ロシア領アメリカ）までの、帝国内および帝国に隣接する地域に住む様々な人々の料理に紹介された。

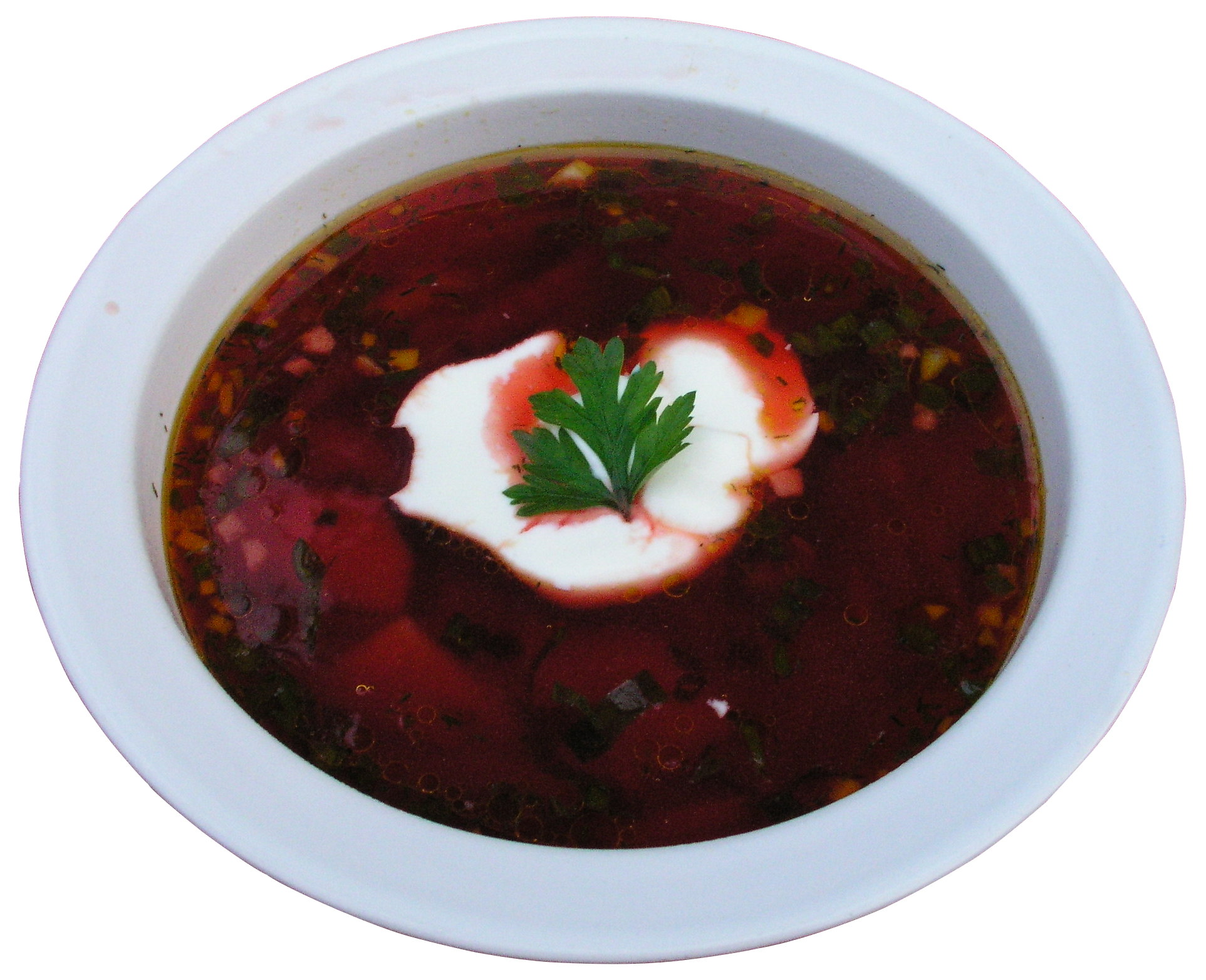
フランスで「シェフの王にして王のシェフ」として知られるオーギュスト・エスコフィエはボルシチのルビーレッドの色彩に魅了された。

ボルシチの西方への拡大はあまり成功せず、ドイツ人は他の東ヨーロッパの料理と共にスープを嘲笑していた。西ヨーロッパにボルシチを親しませたのはロシア皇帝およびロシアやポーランドの貴族が有名なフランスのシェフを雇い、後に帰国して外国の興味を引く料理の自分バージョンを提供したことだった。そのようなフランス人シェフの一人は1819年に短期間アレクサンドル1世に仕えたアントナン・カレームだった。ボルシチについてのカレームの扱いでは、オリジナルのロシアのスープは東洋のエキゾチシズムを感じさせる贅沢なオートキュイジーヌのインスピレーションに過ぎなかった。彼のレシピでは、野菜とビートサワーの他に、ローストチキン、フライドチキン、鴨肉、仔牛、オックステール、骨髄骨、ベーコン1ポンド、大きなソーセージ6本を使い、ビーフクネル、デビルドエッグ、クルトンを添えている。カレームの弟子のオーギュスト・エスコフィエは、このスープの鮮やかなルビー色に魅了され、師のレシピを簡略化し、フランス料理におけるpotage bortsch（ボルシチスープ）の地位を確立した。どちらもポーランドの貴族の宮廷で雇われていたユルバン・デュボアとエミール・ベルナールは、1856年に出版された彼らの料理本 La cuisine classique に potage au jus de betteraves à la polonaise （ポーランド風ビートジューススープ）という説明的な名称に変更されたボルシチのレシピを掲載して、ボルシチをポーランドのスープとしてフランス国民に提示した。料理名は1868年の第3版で potage barsch à la polonaise に変更された。1867年には、パリ万国博覧会のロシアをテーマにした夕食会で、ニシン、チョウザメ、クーリビヤック、ポジャルスキー・カツレツ、ヴィネグレットサラダと共に、ビーツのボルシチが提供され、ロシア文化との国際的なつながりを強化した。
ロシア帝国から北アメリカへの大規模な移住は、当初は主に迫害された宗教的少数派のメンバーによって大西洋を越えてボルシチをもたらすのに役立った。移住の最も初期の波は、キャベツベースのボルシチがまだロシアの少なくとも一部でスープの支配的な変化であった時に発生した。1870年代にロシアのヴォルガ地方からカナダと米国に到着し始めたメノナイトは、未だにテーブルビートをベースにしたボルシチを避けており、代わりにメノナイトのボルシチには Komst Borscht（キャベツかザワークラウト入り）と Somma Borscht（スイバをベースにした「夏のボルシチ」）が含まれている。1906年に出版されたユダヤ人百科事典によると、キャベツをベースにした kraut borscht は、当時のアメリカのユダヤ人料理では、甜菜をベースにしたボルシチよりも人気があった。その後のユダヤ人移民の影響で、アメリカでは赤いボルシチが普及した。

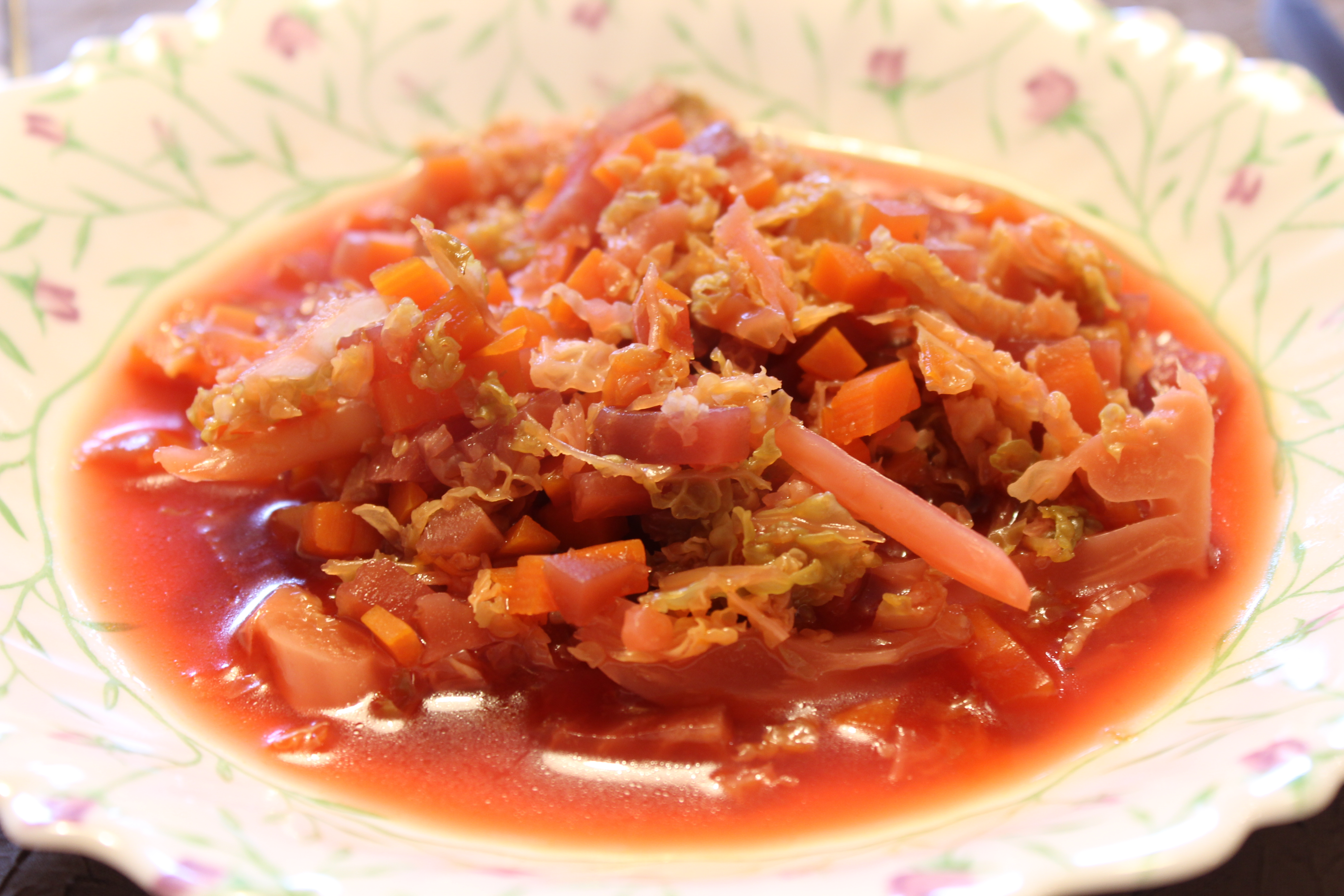
ウクライナのビートとキャベツのボルシチ

1930年代、アメリカのほとんどのホテルが反ユダヤ主義が蔓延に応じてユダヤ人の宿泊客の受け入れを拒否していたため、ニューヨークのユダヤ人は夏の休暇を過ごすためにキャッツキル山地にあるユダヤ人経営のリゾート地に群がり始めた。この地域は、大量のボルシチを含むアシュケナージ系ユダヤ人の食事が食べ放題のレストランがあるなど、ユダヤ人の娯楽の中心地として成長した。最大のリゾート地の一つであるグロッシンガーズでは、ボルシチが一年中毎日提供されていた。この地域は「ボルシチベルト」と嘲笑され、ボルシチとアメリカのユダヤ文化との間のよく知られた関連性を強めていた。ほとんどの観光客が夏に到着したため、ボルシチは通常冷製として提供された。マーク・ゴールドはボルシチの最大の供給者の一人で、全盛期には年間1,750ショートトン（1,590トン）を生産していた。ゴールドのボルシチは、砂糖、塩、クエン酸で味付けされたビートルーツをピューレ状にしたもので、通常はサワークリームとブレンドして、爽やかな飲み物として提供され、より適切には「ビートスムージー」と呼ばれた。The World of Russian Borsch（『ロシアのボルシチの世界』）の著者ニコライ・ブルラコフによると、このような「紫色がかった水っぽいスープ」は、「アメリカではボルシチ、一般的には、特にユダヤ人のボルシチを連想させる」とのことである。
ソビエト連邦では、ボルシチは最も人気のある日常の料理の一つだった。キーウとモスクワの英国通信員だったジェームズ・ミークは、「ソビエトの台所の共通の分母、クレムリンの高いテーブルとウラルのド田舎の最もみすぼらしい食堂を結びつけた料理...東スラブの土地の厨房を大動脈のように汲み上げたビートルートスープ」と表現している。ソビエトの指導者の中でも、ウクライナ出身のレオニード・ブレジネフは特にボルシチを好んでおり、クレムリンに移った後も妻が個人的に彼のために作り続けていた。

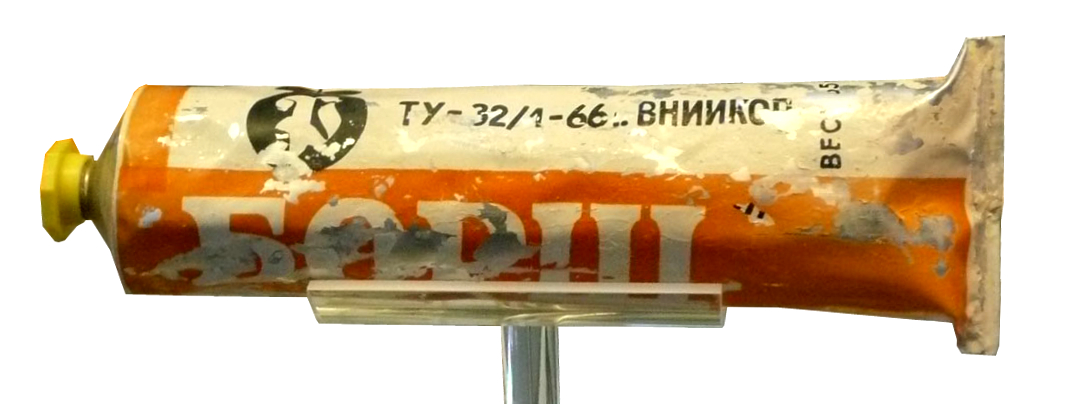
宇宙食としてのチューブボルシチ

このスープは、ソビエト連邦の宇宙開発でも役割を果たしてきた。1961年3月、通信機器のテストの一環として、事前に録音されたボルシチのレシピがコラブリ・スプートニク4号宇宙船から放送された。動物とマネキンを乗せたこの宇宙船は、有人宇宙飛行に備えて地球低軌道に打ち上げられた。実際のボルシチは、最終的にソ連の、そしてのちにロシアの宇宙飛行士のための宇宙食として宇宙空間に進出した。もともと、ボルシチのピューレ状のバージョンは、チューブで供給されていた。宇宙ボルシチのための全ての材料（牛肉、テーブルビート、キャベツ、ジャガイモ、ニンジン、タマネギ、パセリの根、トマトペーストを含む）は、別々に調理され、その後、厳密に制御された順序で一つずつ組み合わされ、滅菌され、チューブに詰められ、密封され、オートクレーブにかけられた。1970年代にチューブは通常サイズの調理済み野菜を入れた、再水和可能なフリーズドライボルシチのパッケージに置き換えられた。

## 文化の中で

### 儀式料理として
ボルシチは東ヨーロッパで一般的な様々なキリスト教宗派（正教会、ウクライナ東方カトリック教会、カトリック教会）およびユダヤ教の宗教的伝統の中で、その役割と関連づけられることが多い。東スラブ諸国では、「記念ボルシチ」が葬儀後の最初のコースとして提供されている。伝統的な信仰では、亡くなった人の魂はボルシチのボウルや、ブリヌイ、カーシャ、茹でたジャガイモ、焼きたてのパンなどの温かい料理から立ち上がる蒸気の湯気を食べたり、天国に運ばれたりする。ベラルーシとウクライナの国境にまたがるポリーシャ地方では、ボルシチを含む蒸し焼きの料理が Dzyady（祖霊祭）または「祖先の夜」として知られる毎年恒例の半ば異教の追悼式の間に亡くなった祖先の魂に供えられる。

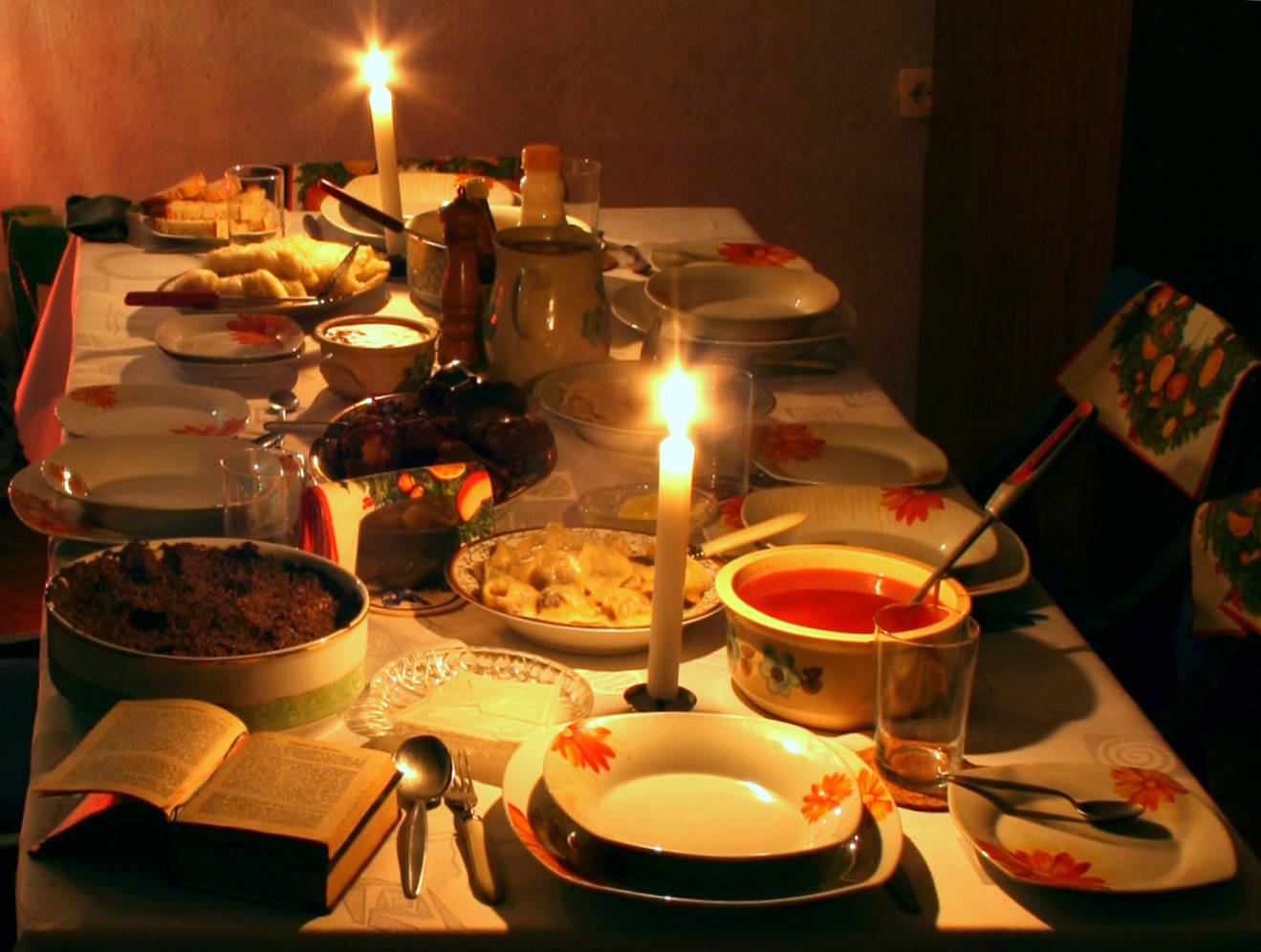
ポーランドのクリスマス・イヴのテーブルにある他の料理の中の、透明なボルシチの深い壺。

ポーランドやウクライナでは、ボルシチは通常、クリスマス・イヴの夕食に出てくる料理の一つである。12月24日（ローマ・カトリック）または1月6日（ギリシャ・カトリック）では最初の星が空に現れた後に祝われる、それは祝祭と断食を同時に行う食事であり、陸産動物由来の食材を除いた複数の料理（伝統的には12種類の料理）が提供される。したがって、クリスマス・イヴのボルシチはベジタリアン向けか魚のストックをベースにしており、通常はサワークリームとは混ぜ合わせられない。ウクライナでは、スープにはラードではなく植物油で炒めた野菜と、豆やキノコが含まれている。また、通常のルーの代わりにフライパンで乾煎りした小麦粉でとろみをつけることもある。ポーランド版のクリスマスイブのボルシチは、透明なルビー色のスープである。ウクライナとポーランドの両方の変種がしばしばウシュカとともに提供される。
ポーランドのクリスマスは伝統的に赤いボルシチと結びついているが、イースターに至る断食期間である四旬節は、肉のないバージョンの白いボルシチ、 żur と関連している。若者たちは、断食の最終日である聖土曜日を、白いボルシチの模擬「葬式」で祝っており、そこではスープの鍋が地面に埋められたり、壊れたりして、時には群衆の娯楽のために 何の疑いもない少年が頭の上に乗せて運んでいた。翌日、白いボルシチはイースターの食卓に再び登場したが、今回はソーセージ、ベーコン、卵を使った肉料理としてだった。
東ヨーロッパのアシュケナージ・ユダヤ教の伝統では、サワークリームと茹でたジャガイモを添えたベジタリアン料理のボルシチ peysakhdiker borsht は、過越祭の期間中は欠かせない料理と考えられている。春（3月または4月）に休日が来ると、過越祭のボルシチの準備は、冬に消費されたビートのピクルスから残ったビートサワーを使い果たし、冬の間保管されていたジャガイモ、新しい子牛の季節にすぐに利用できるサワークリームを使い切る機会を提供した。サワークリームをブレンドした冷たいボルシチは、5月下旬または6月上旬に見られる、慣習的に乳製品食品に関連した祝日であるシャブオット（週の饗宴）でも人気がある。Seudah Shlishit（安息日の3回目の食事）には、ボルシチも含まれることが多い。

### エスニック料理として

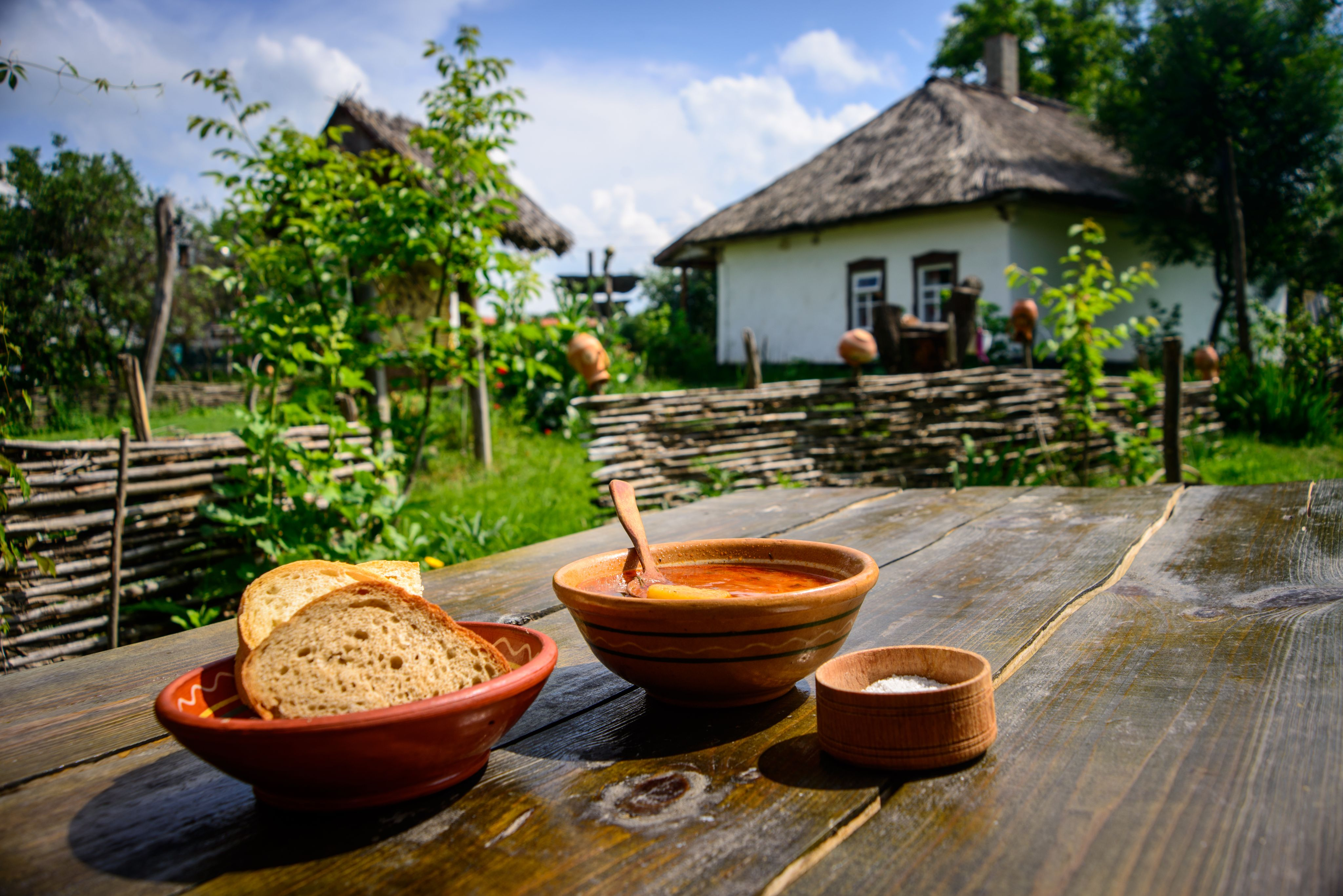
ウクライナのポルタヴァ地方の村で、パンと塩を入れた陶器の器に盛られたボルシチ。

現在最も人気のあるビートベースのバージョンでは、ボルシチは現在のウクライナが起源である可能性が高い。日常のウクライナの食事の主食としてのボルシチの役割は、「ボルシチとお粥は私たちの食べ物である」（ボルシチが「シチー」に置き換えられている同等のロシアのことわざと比較される）というウクライナのことわざに反映されている。典型的なポーランドの透明なビートのスープとは対照的に、テーブルビートが様々な野菜の一つにすぎないボリュームのあるスープは、ポーランドでは今でも「ウクライナのボルシチ」として知られている。また、2022年に「ウクライナのボルシチ作りの文化」がユネスコ無形文化遺産の「緊急保護リスト」に登録された。
ボルシチは、いくつかの民族、特にウクライナ人、ロシア人、ポーランド人、リトアニア人、アシュケナージ・ユダヤ人と関連付けられており、彼ら自身の民族料理や文化的な象徴であると主張されている。スープの歴史は、国境が絶えず変化する現代の国民国家が東ヨーロッパに出現する前からあるため、このような主張は必ずしも相互に排他的ではない。バーラコフの言葉を借りれば、ボルシチは「グローバルな文化に完全に適合している。」彼はそれを「世界的な現象」と表現し、「地域の変種は非常に多く、多様であるため、専門家でない人にとっては、その一例が統一された伝統の一部であると理解するのが難しい場合がある」と説明している。彼の見解では、ボルシチは「……'グローバリゼーション'のほぼ完璧な例です - これは、流通はグローバルですが、その変種と適応における地元ののニーズと方法を反映している現象です……ローカライズされた製品がグローバル化し、その過程で他の条件に適応したもの」である。しかし、ロシアの言語学者であり人類学者でもあるイリーナ・ペリアノヴァによれば、「人々は自分たちの食べ物に対して非常に所有欲が強く、それを誇りに思っている傾向がある」という。ペリアノヴァは、「料理と領土主張の間の共通の結びつき」の例として、ボルシチの起源と食材に関するロシアとウクライナの競合する見解を提示しており、その結果、料理の領域は「あらゆる種類の神話を生成し、増殖させる戦場」になっている。
ソビエト連邦では、アナスタス・ミコヤンがキュレートした The Book of Tasty and Healthy Food（『美味しくて健康な食べ物の本』）や、 、Cookery（『料理術』）および Directory of Recipes and Culinary Production（『レシピと料理生産の手引き』）などの政府主催の料理本が、標準化された栄養的に「合理的な」バージョンの伝統的な料理で統一されたソビエト料理を推進した。全国の料理専門学校で同じ調理技術やレシピが教えられ、ソ連のカフェやレストランでは共通の調理スタイルが確立された。この国の様々な民族グループの料理に触発されたものの、多くのレシピは、個々の地理的起源から切り離されて、全体的なソ連の遺産の一部として提示された。ソビエト連邦内外の多くの人々によって、ボルシチはウクライナのエスニックなスープとしてではなく、ソビエトの、あるいは - 換喩的には - ロシアの料理として見られるようになった。このアプローチは、ビートベースのボルシチを「国際的な料理のメニューに入った」「ウクライナ料理の料理」の1つとして明確に説明したロシアの著名なフードライターであるヴィリアム・ポクレブキンによって批判された。彼は「外国人がボルシチやヴァレーヌィクをロシアの郷土料理を呼んだことを理解して許すことができたが、我々の民族（つまりソ連の民族）の民族料理をこのような無知で普及させている人たちがソビエトの料理本やレストランのメニューから情報を収集したことが判明したとき、私たちの作者やシェフには恥ずかしい思いをした」と書いている。
ミーク曰く、

ポフリョプキンとソビエト連邦は死んでいるが、ボルシチの国は生き続けている。鳥のように、レシピは政治的な境界を無視している。……ツァー＝ソビエト帝国のかすかな輪郭は、黒海から日本海へ、そして移民によってブルックリンからベルリンへと肉のストックのビートルートとキャベツのボウルからの集合的な蒸気の中でまだちらちらと輝いている。